# Ziehenschule
Die Ziehenschule im Stadtteil Eschersheim von Frankfurt am Main ist mit rund 1340 Schülern eines der größten Gymnasien dieser Stadt. Sie wird vor allem von Schülern aus Eschersheim und den nordwestlichen Stadtteilen Frankfurts besucht. Die Schule wurde 1913 als Eschersheimer Realschule gegründet und 1926 nach dem Pädagogen Julius Ziehen (1864–1925) benannt.

## Die Ziehenschule heute

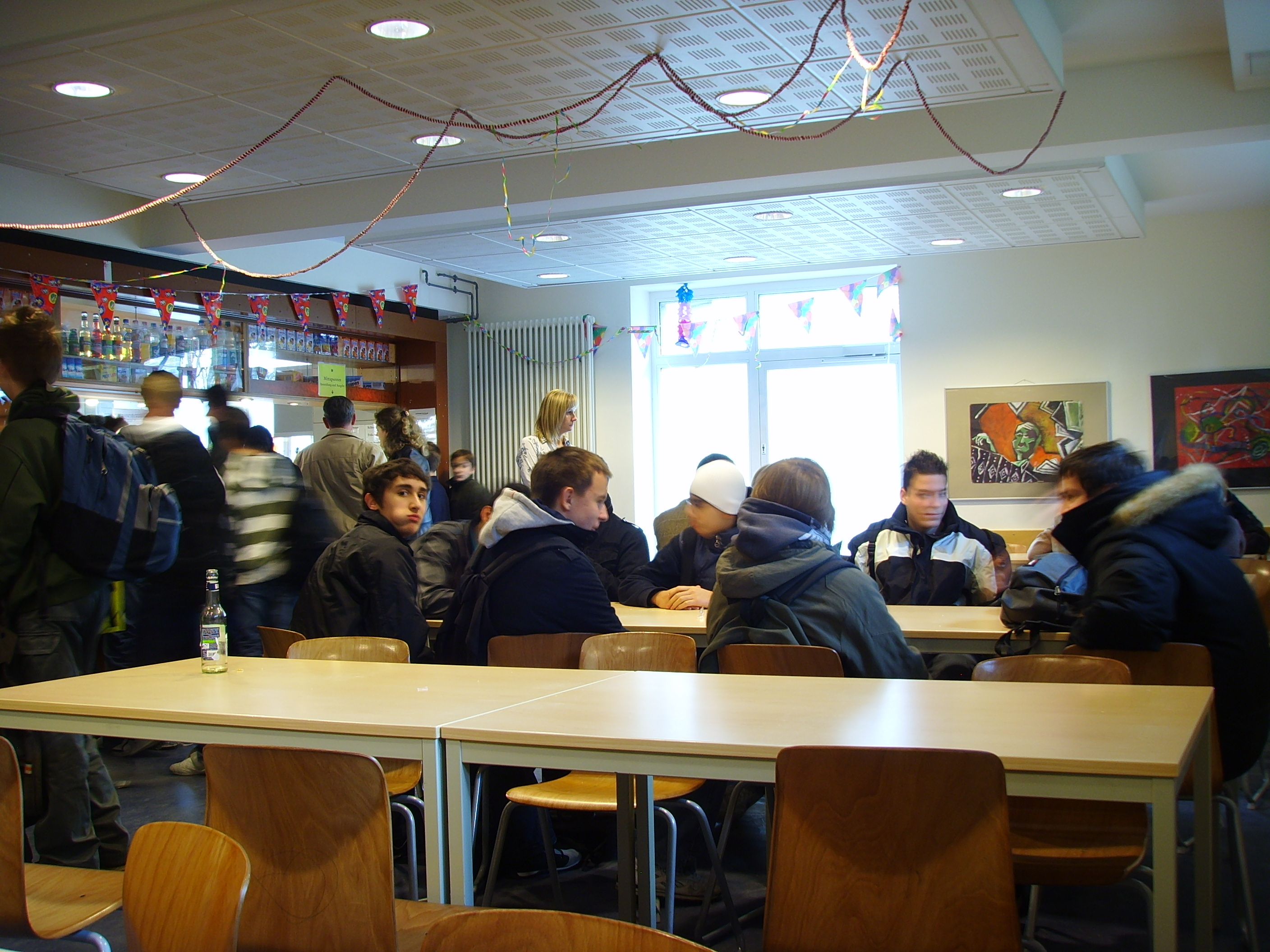
In der alten Cafeteria, wo sich heute die Hausaufgabenbetreuung befindet

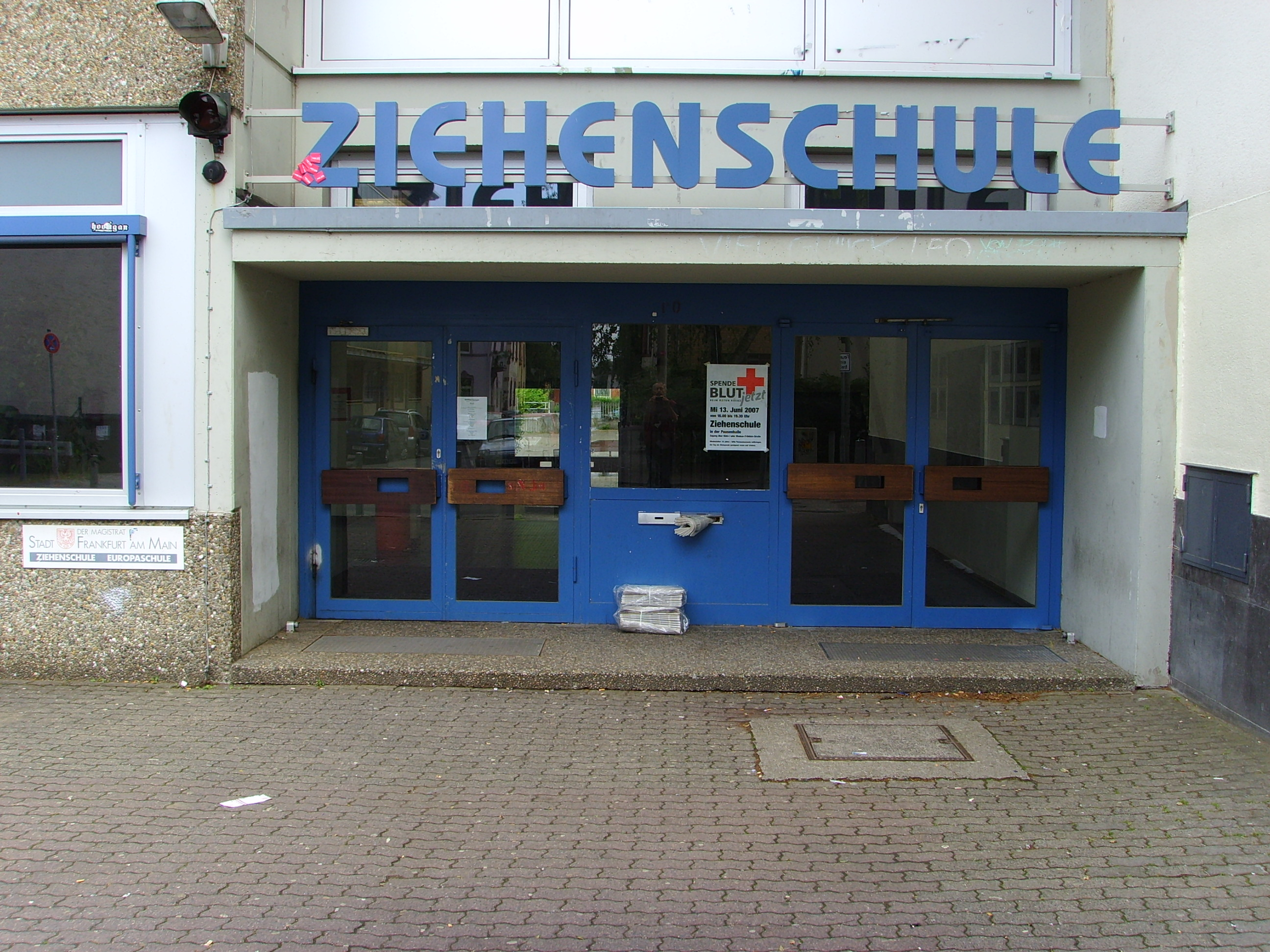
Vor dem Haupteingang

Die Ziehenschule ist seit 2001 eine Europaschule in Trägerschaft der Stadt Frankfurt am Main und wurde im September 2001 als Mitglied in den Verein MINT-EC (Verein mathematisch-naturwissenschaftlicher Excellence-Center an Schulen e. V.) aufgenommen, der Nachwuchs in den Bereichen Mathematik, Informatik, Naturwissenschaften und Technik fördert. Die Schule ist ein in der Regel fünfzügiges Gymnasium mit den Klassenstufen 5 bis 13. Das Kollegium umfasst ca. 80 Lehrer mit Voll- oder Teilzeitstellen sowie ca. 15 Referendare. Knapp 15 % der Schüler sind ausländischer Nationalität.

### Bilingualer Zweig
Die Ziehenschule hat seit 1974 ab Klassenstufe 7 einen in der Regel drei bis vierklassigen bilingualen Zweig. Ermöglicht wird dies, weil ab Klassenstufe 5 drei bis vier Klassen in Französisch als erster Fremdsprache unterrichtet werden. Ab Klassenstufe 7 bietet man weitere Sachfächer ebenfalls in Französisch an: jährlich wechselnd Politik und Wirtschaft, Erdkunde oder Geschichte. In der Regel entscheidet sich ca. einer von zwei Schülern der drei bis vier Klassen für den bilingualen Bildungsgang, wobei diese Entscheidung bis Klassenstufe 10 bindend ist. Aus den verbleibenden Schülern beider Klassen (die sich nicht für den bilingualen Unterricht angemeldet haben) werden 1–2 neue Lerngruppen gebildet, für die die Sachfächer parallel zum bilingualen Unterricht auf Deutsch unterrichtet werden. Jedoch auch für den Französischunterricht werden (je nachdem, ob man sich für den bilingualen Zweig entschieden hat, oder nicht) getrennte Lerngruppen gebildet.

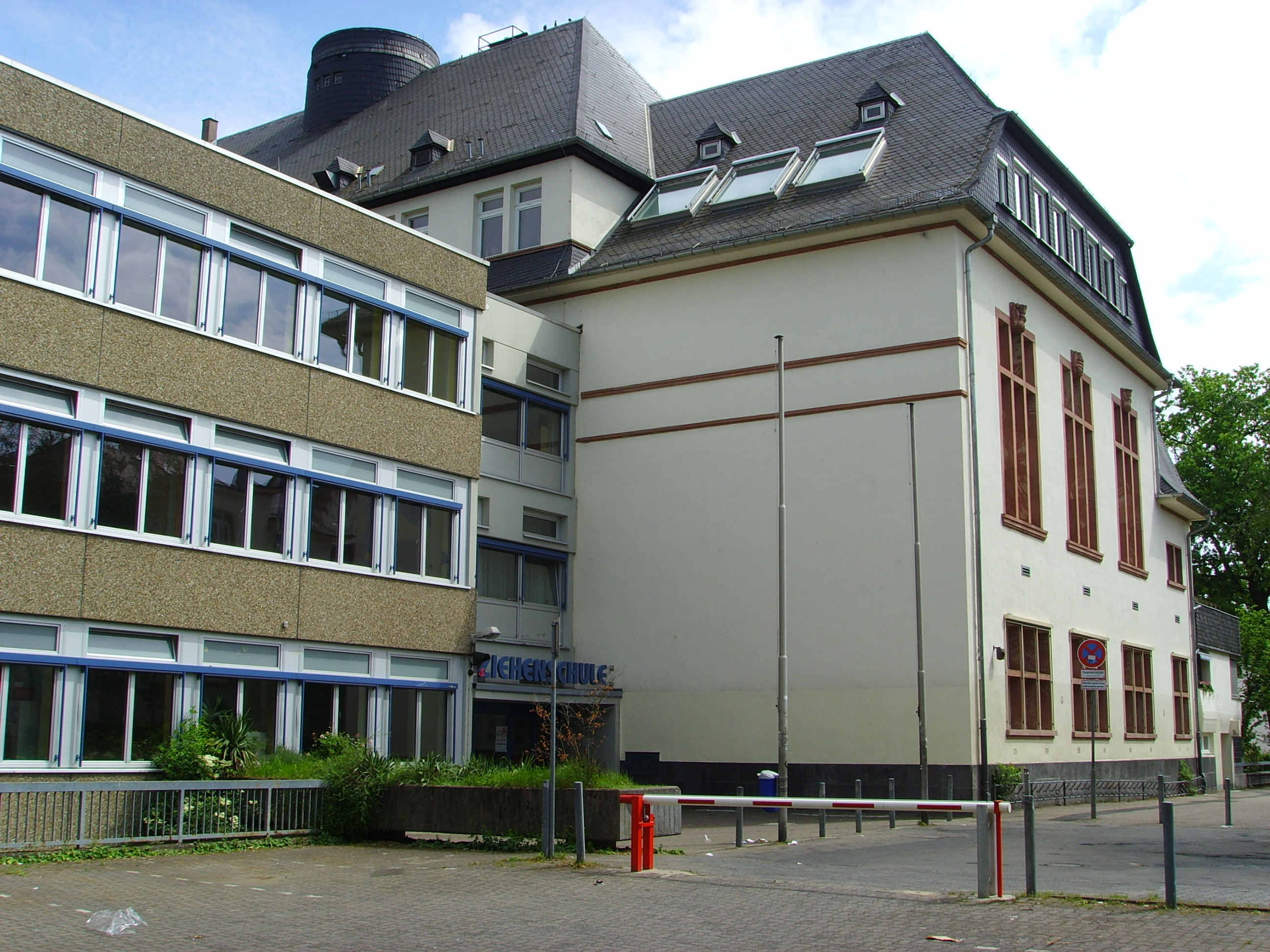
Der Haupteingang verbindet „Anbau“ und „Altbau“

Für alle Schüler mit Französisch als erster Fremdsprache ist ab Klassenstufe 6 Englisch als zweite Fremdsprache verpflichtend, da in Hessen entweder die erste oder die zweite Fremdsprache Englisch sein muss.
Gegen Ende von Klassenstufe 10 können sich die bilingual unterrichteten Schüler wahlweise für eine Fortsetzung dieses Unterrichts in Klassenstufe 11 oder für einen Übergang in die nicht-bilinguale Lerngruppe entscheiden. Für die Klassenstufen 12 und 13 ist dann im Rahmen des Kursangebots erneut eine solche Wahlmöglichkeit gegeben. Die Schüler können schließlich, wenn sie bis zum Abschluss den bilingualen Zweig besuchen, zusätzlich zum deutschen Abitur und in unmittelbarem zeitlichen Zusammenhang mit diesem vor einer eigens aus Paris angereisten Regierungskommission des französischen Staates das französische Abitur (Baccalauréat) erwerben. Dies ermöglicht es den pro Abschlussjahrgang jeweils ca. 15 bis 20 Absolventen beider Prüfungen zum Beispiel, in Frankreich als „französische Inländer“ zu studieren. Wer mit Erfolg den bilingualen Zweig bis zum Abitur besucht, jedoch auf die Baccalauréat-Prüfung verzichtet, erhält immerhin einen schriftlichen Nachweis, der im Falle eines Studiums im Frankreich die dort normalerweise erforderliche Sprach-Eingangsprüfung ersetzt.
Im 2. Halbjahr der 8. Klasse, wird für alle Schüler, die sich für den bilingualen Zweig entschieden haben, ein Austausch mit einer französischen Schule organisiert. Zuerst reisen die Ziehenschüler nach Frankreich, wo diese bei ihren französischen Austauschpartnern für fünf Tage wohnen und mit ihnen die französische Schule besuchen. Etwas später geschieht das gleiche mit den französischen Austauschpartnern, die Frankfurt besuchen.

### Darstellendes Spiel
In den Klassenstufen 9 bis 13 kann man in der Ziehenschule – neben den allerorten üblichen musischen Fächern – auch Darstellendes Spiel wählen. Dieses Fach erfordert vor allem in Klassenstufe 12 ein über das übliche Maß weit hinausgehendes Engagement der Teilnehmer. Abschluss dieses Wahlpflichtunterrichts ist nämlich jeweils die mehrfache Aufführung eines gemeinsam entwickelten Theaterstücks mit hohen Ansprüchen an die Dramaturgie der Inszenierung und die schauspielerische Leistung. Im Jahr 2005 fanden die Aufführungen (Ein Sommernachtstraum) erstmals als Open-Air-Veranstaltung im Schulpark der Ziehenschule statt. Neuerdings ist es sogar möglich, Darstellendes Spiel als Prüfungsfach im Abitur zu wählen.
Ferner gibt es an der Schule seit 1998 eine Theater-AG, seit 2003 „English Drama Group“ genannt, die – in englischer Sprache – ebenfalls Theaterstücke erarbeitet. Diese Arbeitsgemeinschaft ist zugänglich für Schüler der Klassen 8 bis 13 und stellt die Inszenierung jährlich gegen Ende des Schuljahres an drei Tagen in der Aula, für alle Besucher öffentlich, vor. Seit mehreren Jahren nimmt die „English Drama Group“ an den Frankfurter Schultheatertagen teil und führt in dessen Verlauf ihr aktuelles Stück ein viertes Mal im Künstlerhaus Mousonturm auf.

### Mentoren
Um den Übergang von Klasse 4 der Grundschule ins Gymnasium zu erleichtern, wird jeder 5. Klasse eine zusätzliche „Starthilfe“ durch zwei Mentoren gegeben. Die Ziehenschule war 1982 das erste Frankfurter Gymnasium, das Mentoren einführte. Als Mentoren stellen sich Schüler der 10. oder 11. Klassenstufe als zusätzliche Ansprechpartner neben den Klassenlehrern zur Verfügung. Ihre Aufgaben sind nicht fest umrissen, es bleibt ihrer Phantasie und Initiative überlassen, wie sie ihre Tätigkeit gestalten; Mentoren können beispielsweise klassenübergreifende Feste organisieren. Zwecks Erfahrungsaustausch finden gelegentlich Mentoren-Treffen statt. Mentoren begleiten die Klassen unter anderem während der ersten gymnasialen Schulwoche beim Erkunden der Schulgebäude und bei Ausflügen, später auch bei Klassenfahrten und sind bis zum Ende der 6. Klassenstufe auch Ansprechpartner bei schulischen Konflikten. Bei Bedarf können sich die Mentoren vom eigenen Fachunterricht befreien lassen.

### Schülerbücherei

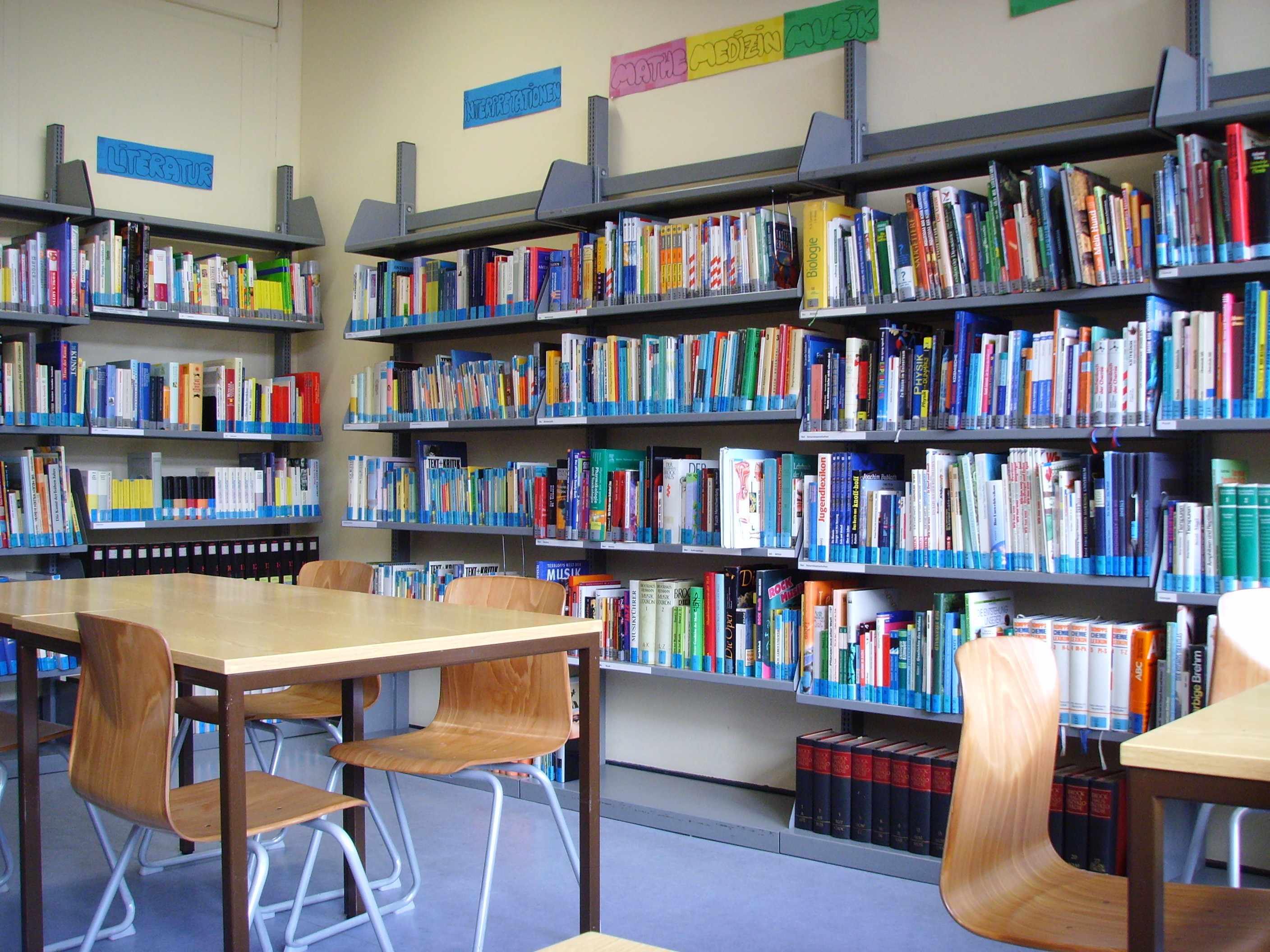
In der Schülerbücherei vor dem Brand 2021

Seit Dezember 1986 betreiben Eltern ehrenamtlich eine Schülerbücherei im Erdgeschoss des „Anbaus“. Grundstock waren etwa 1.100 Bücher aus den diversen Fachbüchereien der Schule, hinzu kam allein in den ersten vier Jahren Literatur für 30.000 Deutsche Mark (umgerechnet ca. 15.338,76 EUR) aus städtischen Mitteln. Auch die Katalogisierung des Buchbestands nahmen anfangs allein die Eltern vor, seit 1989 übernimmt dies die Schulbibliothekarische Arbeitsstelle der Frankfurter Stadtbücherei.
Die Schulbücherei wird von ca. 15 Personen besetzt, die alle ehrenamtlich arbeiten. Sie ist an allen Schultagen ab 8:00 Uhr geöffnet, wobei sie Montag–Mittwoch um 15:00 und Donnerstag–Freitag um 13:10 schließt. Sie dient vor allem jüngeren Schülern auch als Arbeitsplatz für das Anfertigen von Hausaufgaben und verfügt über 8 internetfähige Computer.

### Medienausstattung
Die Schule hat zwei Computerräume. Die Klassenzimmer im Neubau sind mit Smartboards ausgerüstet. Im Altbau haben die Klassenzimmer Beamer.

### Ziehen-Hausaufgabenhilfe e. V.
Im Jahr 2000 wurde aufgrund einer Initiative von Mitgliedern des Schulelternbeirats ein Verein gegründet, der seitdem in den Räumen der Schule eine „Lernwerkstatt“ für ca. 50 Schüler der Klassenstufen 5 bis 7 betreibt. In ruhiger Umgebung können die Hausaufgaben erledigt und häufig auch Verständnisprobleme im Zusammenhang mit dem Lernstoff beseitigt werden.

### Verein der Freunde und Förderer
Der Verein wurde im Jahr 1923 gegründet, inmitten der Hyperinflation und als Abhilfe gegen den durch sie hervorgerufenen Mangel an Unterrichtsmaterial. Seitdem wirbt er in der Elternschaft um Geldspenden, „damit den Schülern ein zeitgemäßer Unterricht geboten werden kann.“ In den Jahren nach dem Zweiten Weltkrieg stand zunächst die Bereitstellung von Mobiliar, Schulbüchern und der naturwissenschaftlichen Sammlung im Vordergrund der Beschaffungsmaßnahmen. Später wurden von den Spendengeldern unter anderem Musikinstrumente, Notensätze für Chor und Orchester sowie Computer erworben. Ferner vergibt der Verein Beihilfen, falls Schüler andernfalls auf die Teilnahme an Klassenfahrten verzichten müssten.

### Wettbewerbe und Erfolge
Die Ziehenschule bietet jährlich zahlreiche Wettbewerbe an. Darunter auch den Heureka Wettbewerb zum Thema „Weltenkunde“. 2023 waren dabei vier Schüler der Ziehenschule besonders erfolgreich:
- Joaquim Rodríguez Arranhado: 1. Platz der Bundesrepublik Deutschland mit 180 von 180 Punkten
- Jens Jakob: 2. Platz von Hessen der Klassenstufe 7 mit 155 von 180 Punkten
- Yusuf Skran: 3. Platz von Hessen der Klassenstufe 8 mit 159 von 180 Punkten
- Luis Loff: 3. Platz von Hessen der Klassenstufe 7 mit 152 von 180 Punkten

Außerdem bietet die Ziehenschule noch zahlreiche andere Wettbewerbe an:
Mathematik:
- Bolyai Teamwettbewerb
- Pangea-Wettbewerb
- Problem des Monats[8]
- Känguru-Wettbewerb
- Mathematik-Olympiade
- Wettbewerb der E-Phase
- Mathematik ohne Grenzen
- Bundeswettbewerb Mathematik
- Tag der Mathematik
- Mathematikwettbewerb des Landes Hessen[9] *)

Biologie:
- Jugend forscht / Schüler experimentieren
- Biologie-Olympiade

Chemie:
- Jugend forscht / Schüler experimentieren
- Chemie Olympiade
- Dechemax - Wettbewerb
- Wettbewerb „Chemie – die stimmt!“
- Wettbewerb „Chemie – macht mit!“

Physik
- Jugend forscht / Schüler experimentieren
- Physik Olympiade
- MINT Messe

Informatik
- Jugend forscht / Schüler experimentieren
- MINT Messe
- Informatik-Biber

*) Die erste Runde des Mathematikwettbewerbs des Landes Hessen muss in allen hessischen weiterführenden Schulen verpflichtend geschrieben werden. Das Ergebnis zählt als Klassenarbeit und fließt somit in den schriftlichen Teil der Mathematiknote ein.

### Einbruch, Brandstiftung und Vandalismus, März 2021
In der Nacht vom 22. auf den 23. März 2021 wurde in die Ziehenschule eingebrochen und ein Brand gelegt. Außerdem kam es zu Vandalismus. Das führte u. a. dazu, dass das Erdgeschoss des Anbaus für ca. ein Jahr nicht zugänglich war, weshalb mehrere Klassen der Unter- und Mittelstufe in das umliegende Gemeindehaus der Franziskus-Gemeinde verlegt werden mussten. Zudem mussten zahlreiche Schüler der Oberstufe und deren Lehrer während der Pausen zu einer Außenstelle in der Fritz-Tarnow-Straße fahren, um dort Unterricht abzuhalten. Zu Beginn des 2. Halbjahrs Anfang Februar 2022, ca. ein Jahr nach dem Einbruch, wurden die Sanierungsarbeiten abgeschlossen, sodass der Unterricht wieder regulär im Anbau stattfinden konnte.

### Weitere Besonderheiten

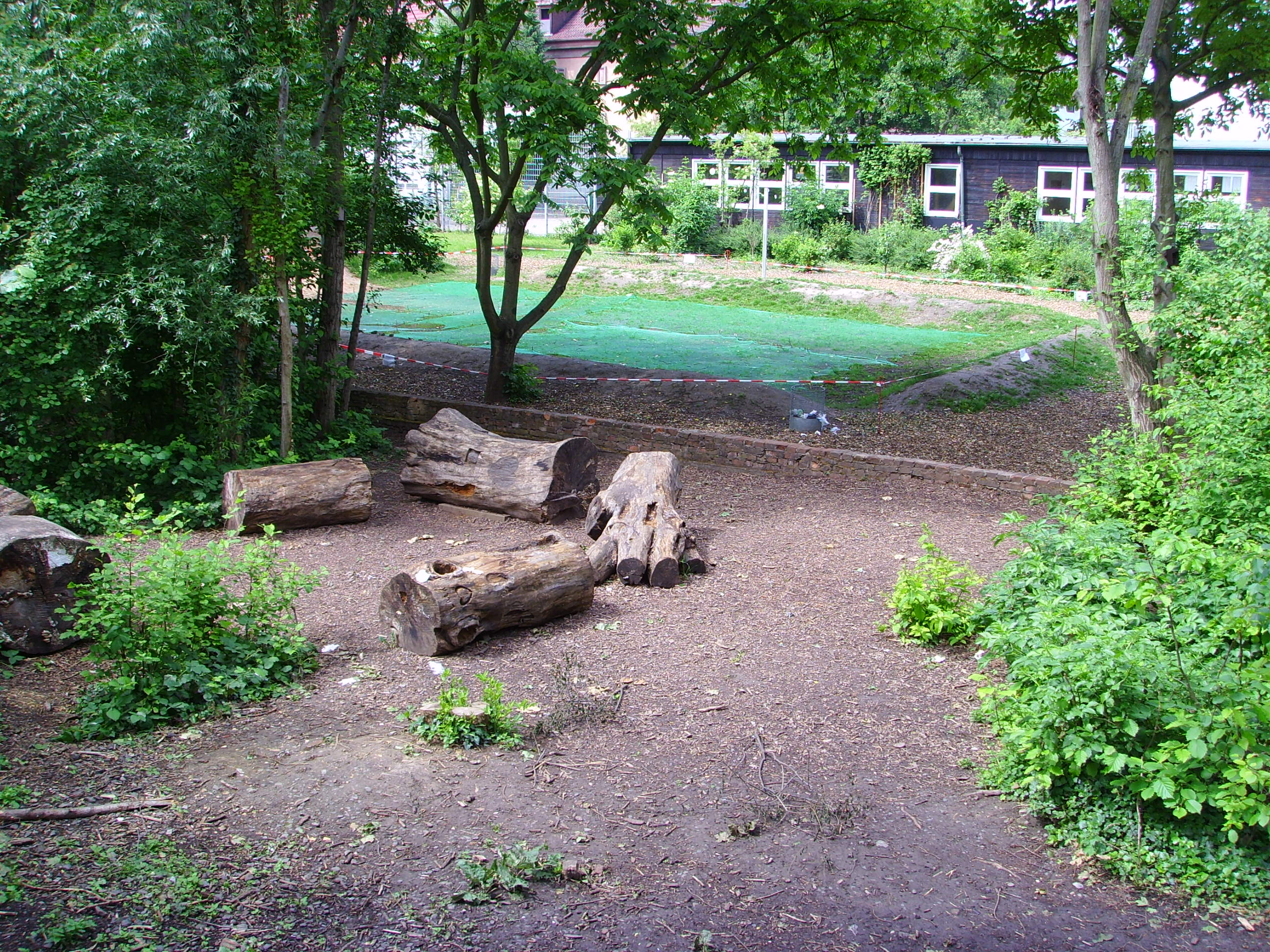
Kein gewöhnlicher „Pausenhof“: der Schulpark …

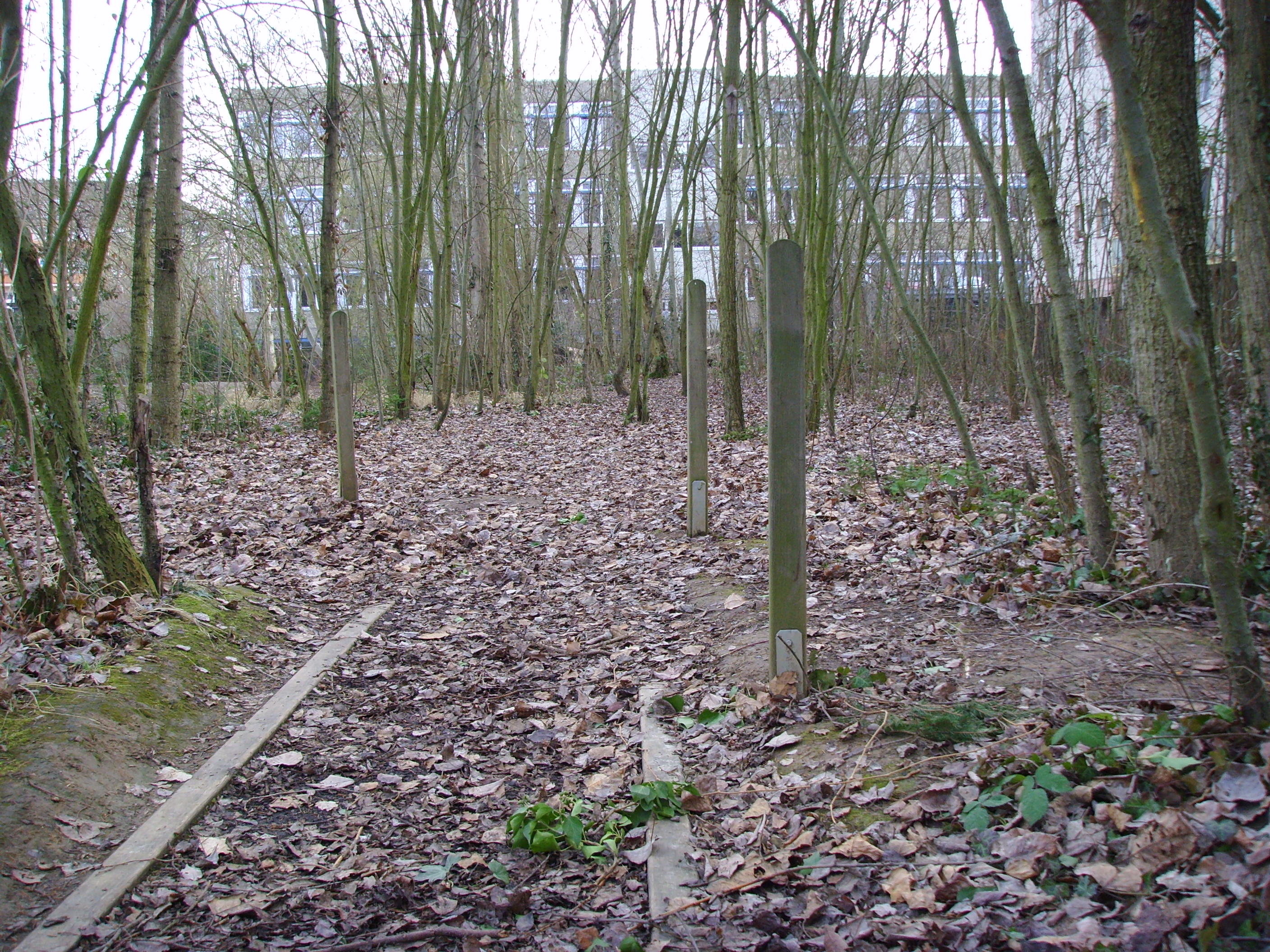
… und sein Wäldchen.

Obwohl die Schule in Frankfurt am Main vor allem für ihr sprachliches und musikalisches Engagement (zwei Klassik-Orchester, eine Big Band, eine Brassband und mehrere Chöre) bekannt ist, bietet sie auch naturwissenschaftlich Interessierten einige Besonderheiten, unter anderem im Wahlpflichtunterricht der Mittelstufe einen Chemie-Kurs in den Räumen des Fachbereichs Chemie der Frankfurter Universität, eine Astronomie-AG und eine Gartenbau-AG.
Ihr Mittagessen können die Schüler in der 2011 eröffneten Mensa im Neubau einnehmen. Ein warmes Mittagessen wird Schülern für 3,00 € angeboten.
Aufgrund ihrer großen Schülerzahl kann als zweite Fremdsprache für die Englischklassen auch Spanisch angeboten werden und als dritte Fremdsprache unter anderem Latein. Auch in der Oberstufe kann, anders als bei vielen kleineren Schulen, die volle Breite der Unterrichtsfächer nicht nur angeboten, sondern dank ausreichender Teilnehmerzahl auch unterrichtet werden.
Seit 2005 wird eine Hochbegabtenförderung in Form eines sogenannten „pull-out“-Projektes angeboten. Aus jeder 6., 7. und 8. Klasse werden vom Lehrerkollegium bis zu fünf Schüler zur Teilnahme vorgeschlagen, die auf freiwilliger Basis erfolgt. An drei über das Schuljahr verteilten Vormittagen beschäftigen sich diese Schüler mit interessanten Themen außerhalb des Lehrplanes, wie z. B. Golfspielen oder dem Experimentieren an Museen oder Universitäten.
Von 2006 bis 2012 wurde im Rahmen von G8 (dem achtjährigen Gymnasium) ab der 5. Klasse zwei Fremdsprachen unterrichtet, die zweite Fremdsprache allerdings als Nebenfach mit drei Unterrichtsstunden pro Woche. Hintergrund dabei war, die bereits in der Grundschule erworbene Sprachkompetenz in Französisch und/oder Englisch gleichzeitig weiter auszubauen. Dafür wurde der in der 5. Klasse übliche Unterricht in Erdkunde in die Klasse 6 verlegt.
Seit 1994 wird an verdiente Mitglieder der Schulgemeinde die Ziehen-Plakette aus hell patinierter Denkmalbronze vergeben. Ihr Durchmesser beträgt 6,5 cm bei einer Höhe von 0,5 cm und einem Gewicht von 190 Gramm. Gestaltet wurde sie von dem Bildhauer Kai Helge Wirth, dem Bruder eines Kunstlehrers der Schule. Gestiftet wurde die Plakette von Luitgard Zenetti, einer langjährigen stellvertretenden Schulleiterin, bei ihrem altersbedingten Ausscheiden aus dem Schuldienst; Zenetti hatte bereits ab 1953 als Referendarin an der Ziehenschule unterrichtet.

## Geschichte

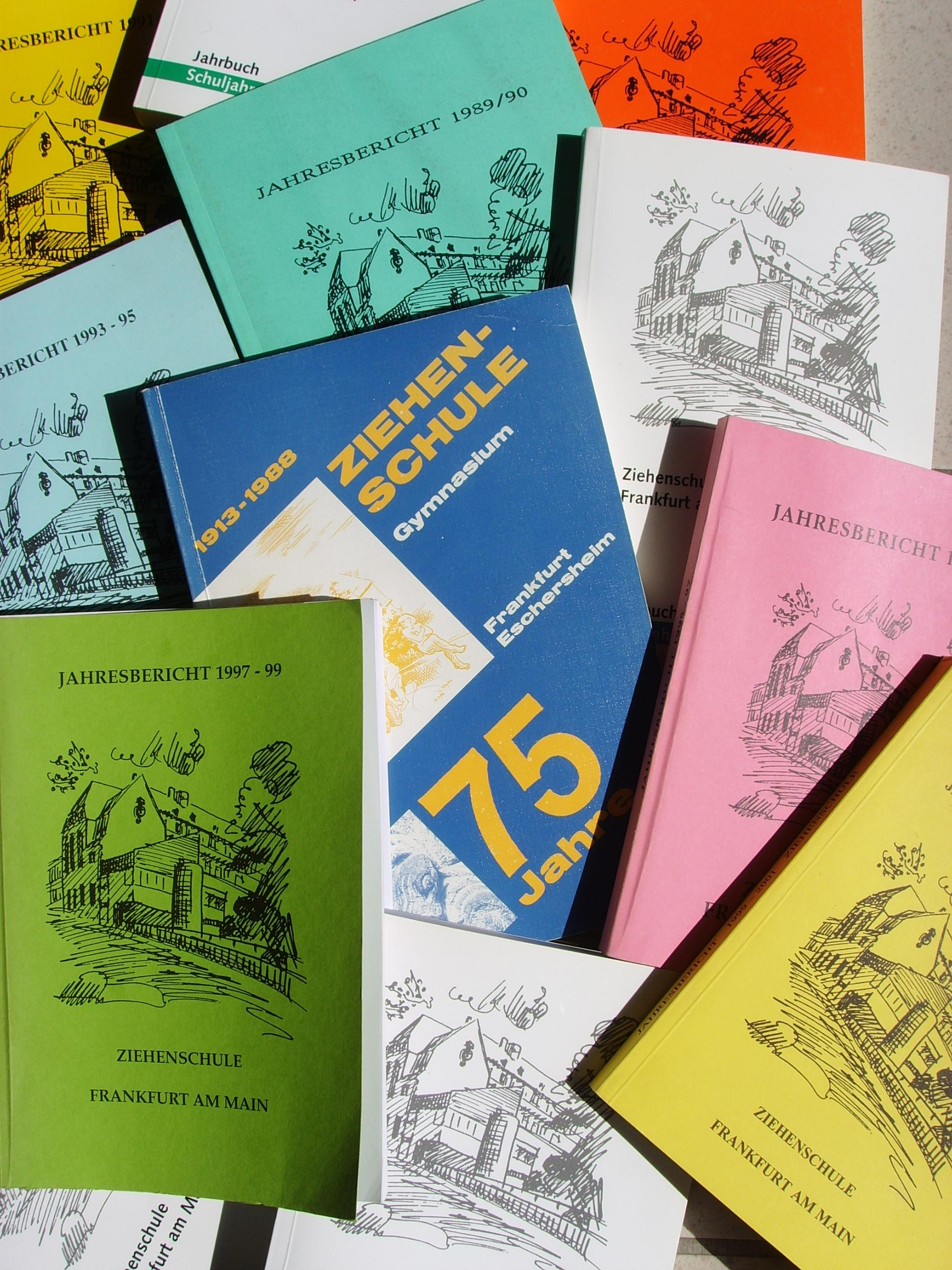
Geschichtsschreibung aus schulischer Sicht: Jahrbücher der Ziehenschule

Die Schule wurde am 3. April 1913 als Eschersheimer Realschule eröffnet. Wie damals üblich, wurde zu einer weiterführenden Schule nur zugelassen, wer eine Aufnahmeprüfung bestanden hatte. Da die neue Schule anfangs noch über kein eigenes Gebäude verfügte, begann der Schulbetrieb mit einer Sexta (Klasse 5) von 26 Jungen und drei Lehrern in den Räumen der damaligen Heddernheimer Volksschule (heute: Robert-Schumann-Schule). Zum Bau einer so genannten höheren Schule hatte sich die Stadt Frankfurt am Main in dem zwischen 1908 und 1910 ausgehandelten Eingemeindungsvertrag verpflichtet, der die bis 1910 selbständige Gemeinde Eschersheim zum Stadtteil Frankfurts machte. Ihr Gebäude (heutiger Altbau) wurde auf dem ehemaligen Areal einer Tongrube errichtet.

### Erster Weltkrieg
Für den Besuch der Eschersheimer Realschule musste 1913 ein Schulgeld bezahlt werden, das für Einheimische 100 Mark, für Auswärtige 200 Mark pro Jahr betrug – ein beachtlicher Betrag, wie ein Vergleich deutlich macht: Ein gelernter Buchbinder verdiente 1914 nicht viel mehr als 100 Mark pro Monat und hatte womöglich fünf oder mehr Kinder. Bis zum Ende des Zweiten Weltkriegs und zum Teil darüber hinaus wurde für höhere Schulen überall in Deutschland Schulgeld gefordert.
Am 15. Oktober 1914 wurde das neu errichtete Schulgebäude – der Mitteltrakt des heutigen Altbaus – seiner Bestimmung übergeben, die Klassen siedelten von Heddernheim an die Eschersheimer Rühlstraße über. Auf eine Einweihungsfeier wurde wegen des Krieges verzichtet, zumal der erste Schulleiter, Max Nierhaus, bereits als Kompanieführer in Flandern Kriegsdienst leistete – und dort wenige Wochen später zu Tode kam. Auch sein Nachfolger, Oberlehrer Theodor Mensinger, der die Schule bis 1916 leitete, starb 1917 an der Westfront.
Die Kriegsfolgen machten sich aber auch im Unterricht selbst bemerkbar, wie aus dem Konferenzprotokoll vom 19. Juni 1916 hervorgeht: „Auch sollen die Lehrer wegen des Mangels an gut geleimtem Papier mit dem Heftmaterial, das die Schüler während der Kriegszeit bekommen, zufrieden sein. – Es wird ferner auf die Verwendung einheimischer Teesorten hingewiesen.“ In vielen Protokollen der Kriegsjahre wurden seitenweise ministerielle Erlasse und Hinweise festgehalten, die sich unmittelbar auf den Krieg bezogen: Wiederholt wurden Statistiken über den Gesundheitszustand der Schüler angefordert, Schüler und Lehrer zum Sammeln von Eicheln, Bucheckern und Steinobstkernen angehalten; als Erntehelfer in der Landwirtschaft wurden Schüler vom Unterricht befreit. Anfang 1917 fiel der Unterricht wegen fehlenden Heizmaterials drei Wochen lang aus.
Die eigentliche Aufgabe der Lehrerkonferenzen wurde hingegen oft nur mit kurzen, lapidaren Bemerkungen notiert, so im Protokoll vom 18. Dezember 1916: „Hierauf fand die Besprechung der Zeugnisse ihre Erledigung.“ Trotz aller Kriegs- und Nachkriegswirren (zeitweise Belegung der Schule durch zurückkehrende Soldaten, Ausbruch der Spanischen Grippe) konnten aber die Sextaner von 1913 vor Ostern 1919 die Mittlere Reife ablegen. Die erste aus den Protokollen ersichtliche schulische Neuerung nach dem Ende des Deutschen Kaiserreichs war am 13. Dezember 1918 eine Diskussion über den Erlass zur Errichtung eines Elternbeirats an der Schule.

### Weimarer Republik

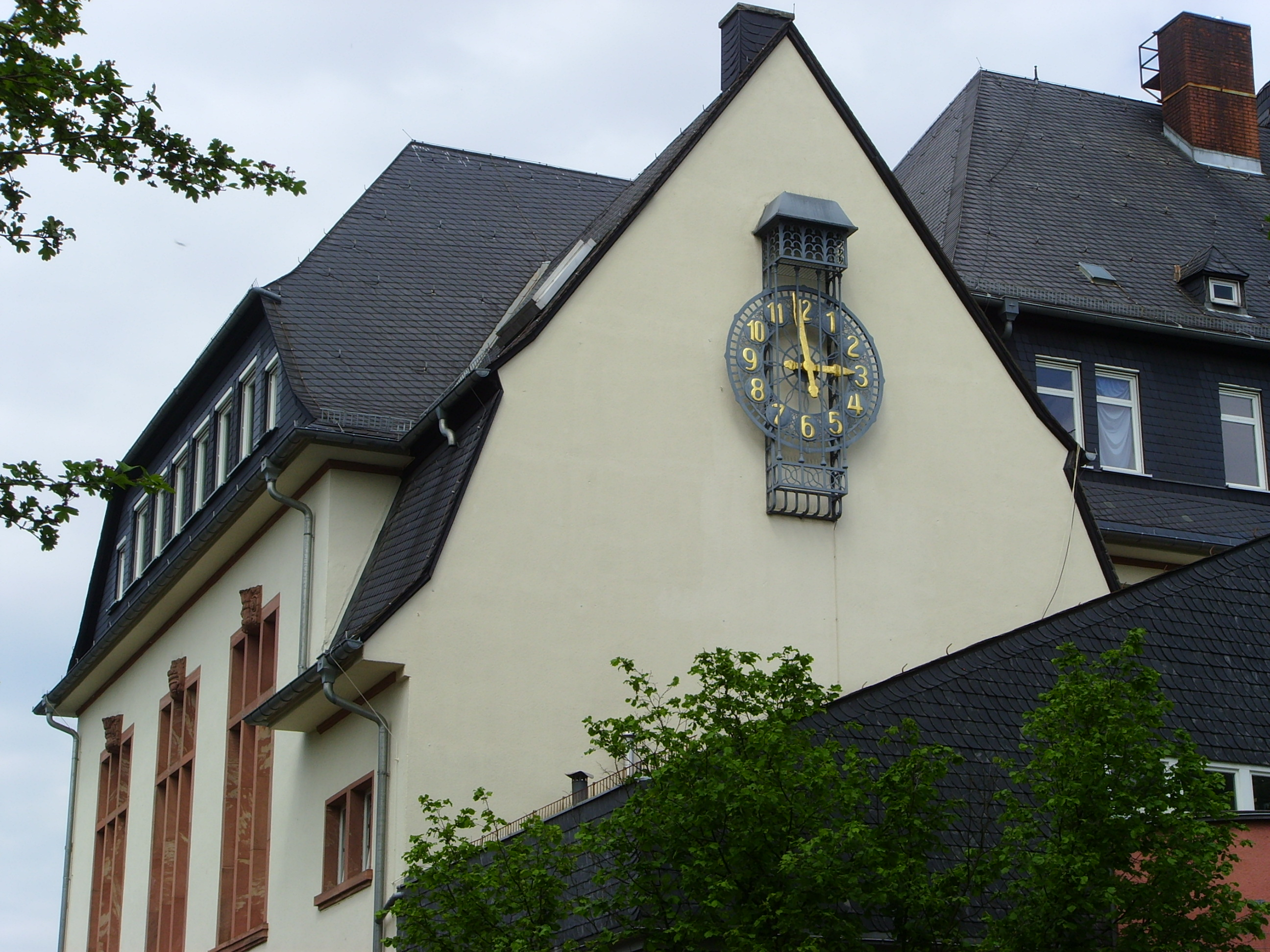
Der Altbau mit seiner historischen Uhr

Der staatspolitische Umbruch (Novemberrevolution 1918) und die aus ihm resultierenden Unruhen (mehrere bewaffnete Aufstände) berührten die Schule offenbar nur am Rande, zum Beispiel in Form einer Protokollnotiz vom Spätherbst 1919, als alle Schulen per Runderlass aufgefordert wurden, politische Streitigkeiten aus ihr fernzuhalten. Im Herbst 1920 wurde per Erlass „Unterricht in der Reichsverfassung“ angeordnet, weswegen die Lehrerkonferenz beschloss, in den Klassen 10 und 13 je eine Wochenstunde diesem Thema zu widmen. Bemerkenswert ist, dass die Schulbehörden erst im Frühjahr 1921 per Erlass die Vereidigung der beamteten Lehrer auf die neue Reichsverfassung regelten.
In der Zwischenzeit war der Ausbau der Schule weitergegangen. Am 23. April 1919 wurde die Schule zur Oberrealschule aufgewertet und zugleich die erste Oberstufenklasse (eine Obersekunda) eingerichtet, so dass jene Absolventen der Mittelstufe, die das Abitur anstrebten, nicht mehr die Schule wechseln mussten. Im März 1922 fand für zehn Schüler die erste Reifeprüfung statt. Die Bezeichnung Oberrealschule wies darauf hin, dass hier – im Unterschied zu den traditionellen humanistischen Gymnasien – schwerpunktmäßig moderne Sprachen und die Realien unterrichtet wurden, das heißt: die naturwissenschaftlichen Fächer.
Für einen weiteren Einschnitt in der damals noch jungen Schulgeschichte sorgte Anfang Dezember 1922 der erst seit kurzem amtierende Schulleiter Richard Oehlert: Er schlug laut Protokoll vor, „der Frage der Aufnahme von Mädchen“ näherzutreten; bei einer Probeabstimmung sprachen sich acht Mitglieder des Kollegiums dafür aus, sechs dagegen. Ein Jahr später beantragte die Elternschaft(!) beim zuständigen Ministerium, künftig auch Mädchen in die Sexta aufzunehmen. Das Ministerium erhob keine Einwände, bat aber das Kollegium um eine Stellungnahme: Sie fiel am 9. Oktober 1923 mit acht gegen sieben Stimmen knapp zustimmend aus. Aber nicht nur dies ist bemerkenswert, sondern auch der Zeitpunkt dieser richtungsweisenden Entscheidung für die Koedukation, fiel sie doch mitten in die Zeit der Hyperinflation. Wegen der extrem raschen Geldentwertung verfügte die Schule in diesen Monaten zudem über keine ausreichenden Gelder zur Ergänzung der benötigten Unterrichtsmittel, weswegen auf Anregung eines Lehrers ein Verein der Freunde und Förderer der Eschersheimer Oberrealschule gegründet wurde. Binnen weniger Monate traten ihm 300 Mitglieder bei – und der Verein existiert noch heute.
Zu Beginn der später so genannten Goldenen Zwanziger, mit dem Schuljahresbeginn nach Ostern 1924, wurden an der Eschersheimer Oberrealschule unter 97 Sextanern erstmals 38 Mädchen eingeschult. Zwischen Herbst 1924 und Frühjahr 1926 wurde zudem an die östliche Außenwand des Schulgebäudes ein Erweiterungsbau mit sieben Klassenzimmern, einem großen Musiksaal und zwei Räumen für den Werkunterricht angefügt. Gleichwohl lassen sich auch aus den Protokollen dieser Jahre Hinweise auf den politischen Streit ablesen, der später zum Untergang der Weimarer Republik führte: Im Schuljahr 1924/1925 sprach sich das Kollegium zweimal gegen das Tragen von Parteiabzeichen in der Schule aus und drohte im Falle der Übertretung Strafen an.
Zwölf Jahre nach ihrer Gründung, am 15. Juni 1926, erhielt die Eschersheimer Oberrealschule einen Namenspatron: Sie wurde umbenannt in Ziehen-Oberrealschule zu Frankfurt am Main-Eschersheim, zu Ehren des kurz zuvor verstorbenen Frankfurter Pädagogikprofessors Julius Ziehen. Nur vier Tage später gab Schulleiter Richard Oehlert erneut den Anstoß zu einer zukunftsweisenden Reform: In einer Denkschrift schlug er vor, ab Klasse 10 Latein als Pflichtfremdsprache einzuführen. Auf diese Weise sollte der Weg hin zu einem realgymnasialen Zweig geebnet werden, genannt Reformrealgymnasium. Tatsächlich wurde dieser Zweig zwei Jahre später – zu Ostern 1928 – mit einer Untersekunda und 32 Schülern eingerichtet.
Nach den Osterferien 1926 wurde eine einzige Sextaner-Klasse neu eröffnet, mit 55 Schülern. Bis zu deren Abitur verringerte sich aber die Klassenstärke, auch bedingt durch den Ausschluss der jüdischen Schüler nach 1933, erheblich: am 7. März 1935 legten 19 Schüler das Abitur ab, darunter 3 Mädchen.
Damals trug man je Jahrgangsstufe noch unterschiedlich gefärbte Mützen, nur die Klassen 12 und 13 konnte man auf dem Schulhof nicht voneinander unterscheiden:
- Klasse 5: grüne Mützen
- Klasse 6: blaue Mützen
- Klasse 7: rote Mützen
- Klasse 8: lila Mützen
- Klasse 9: dunkelgrüne Mützen
- Klasse 10: orange Mützen
- Klasse 11: hellblaue Mützen
- Klasse 12: weiße Mützen
- Klasse 13: weiße Mützen

Bei Pausenende versammelte man sich klassenweise vor den Haupteingängen, beaufsichtigt von Schülern der Oberstufe. In den Klassen saß man auf einer Bank, die mit einem Schreibtisch fest verbunden war. Verfehlungen konnten per Rohrstock mit einer Tracht Prügel geahndet werden.
Schulleiter Richard Oehlert muss damals jedoch eine sehr fortschrittliche, reformpädagogische Position vertreten haben, denn aus den Konferenzprotokollen von Ende 1925/Anfang 1926 geht auch hervor, dass er gegen den Widerstand eines Teils des Kollegiums festlegte, dass „die schriftlichen Arbeiten als Prüfungsarbeiten nicht in den Vordergrund treten“ dürften; vielmehr müsse bei der Benotung der persönliche Eindruck aus dem Unterrichtsgespräch von Lehrern und Schülern im Vordergrund stehen. Seine Reformbemühungen führten aber zu derart großen Auseinandersetzungen im Kollegium, dass Oehlert Ende 1929 versetzt wurde. Hintergrund scheint offenbar unter anderem gewesen zu sein, dass es an der Schule massive Initiativen zur Beseitigung der Koedukation gab.
1927 besuchten 613 Schüler, darunter 67 Mädchen, die Schule – ein Höchststand der Schülerschaft, der in den folgenden Jahren nicht wieder erreicht wurde. 1929 forderte das Ministerium alle Schulen auf, des 10. Jahrestags der Weimarer Verfassung in würdiger Weise zu gedenken. Als die Lehrerkonferenz am 11. Juni die Ausrichtung der Feier erörterte, kam ein Missstand zur Sprache, der auch heute noch nicht behoben ist: Die Aula fasste damals nur rund die Hälfte der 577 Schüler, weswegen eine Feier für die Klassen 5 bis 7 und eine zweite Feier für die Klassen 8 bis 13 angesetzt wurde. Heute fasst die Aula der Ziehenschule wegen behördlicher Auflagen weniger Schüler als damals, zugleich hat sich die Schülerzahl aber mehr als verdoppelt.
Die Weltwirtschaftskrise führte ab 1929 zu stetig sinkenden Schülerzahlen, zu einer staatlich verordneten Reduzierung von Unterrichtsstunden und zur Verkleinerung des Kollegiums. Im März 1932 wurde die Schule im Rahmen der Brüningschen Sparprogramme aufgefordert, von 775 Wochenstunden 121 zu streichen, also gut 15 Prozent. Zugleich wurden 4,5 Lehrerstellen gestrichen. Überdies konnten immer weniger Eltern das Schulgeld bezahlen, das nun für das erste Kind 20 Mark monatlich betrug, für das zweite Kind 15 und für das dritte Kind 10 Mark im Monat. Zum Schuljahresbeginn nach Ostern 1933 wurden schließlich nur noch 47 Jungen und 10 Mädchen in Klasse 5 aufgenommen – drei Jahre zuvor waren es noch insgesamt 141 Schüler gewesen.
Der Niedergang der Weimarer Republik, bedingt durch finanzielle Not und politische Radikalisierung, wird auch im Protokoll einer Lehrerkonferenz vom 25. November 1930 spürbar. In ihm ist festgehalten, dass ein Erlass „über die Teilnahme der Schüler an rechts- oder linksgerichteten politischen Vereinigungen“ besprochen wurde.

### Beginn der NS-Herrschaft
Bereits im Februar 1930, als Oberstudienrat Huth nach der Versetzung von Direktor Oehlert die Schule kommissarisch leitete, beantragte die Lehrerschaft, die Koedukation an der Ziehenschule aufzugeben, „da sie nur ein Notbehelf sein kann, solange kein Lyzeum vorhanden ist. Vor allem sollte die Koedukation auf der Oberstufe fortfallen, auf der Mittelstufe sollten die Mädchenklassen zusammengelegt werden.“ Statt des gemeinsamen Unterrichts von Jungen und Mädchen forderte das Kollegium, dass eine Mädchensexta als „Lyzeum in Eschersheim geführt wird innerhalb der Räume der Ziehen-Oberrealschule“. Aus den nach Klassen geordneten Listen der Abiturienten der folgenden Jahre geht hervor, dass die Schulbehörden diesen Konferenzbeschlüssen zunächst nicht stattgaben. Erst unter dem Einfluss der NS-Regierung wurde 1935 der gemeinsame Unterricht für Jungen und Mädchen aufgegeben und eine Lyzeum-Sexta mit 26 Schülerinnen eingerichtet.
Die Anpassung an die schulpolitischen Vorgaben des nationalsozialistischen Regimes vollzog sich – den erhaltenen Schulakten zufolge – an der Ziehenschule reibungslos. Eine wesentliche Rolle hierbei spielte der von 1931 bis 1945 tätige Direktor Gustav Schad, der bereits vor 1933 der NSDAP angehört hatte. Schad wurde von einem ehemaligen Schüler so charakterisiert: „durch und durch systemtreu, das Parteizeichen am Revers, ohne einen Funken von Humor bemüht, die ihm anvertrauten Schäfchen an der Kandare zu halten.“ So wurde Anfang 1933 ein langjähriger Lehrer, Studienrat Feder, zunächst „auf seinen Wunsch beurlaubt“ und zum 1. Juli 1933 ganz aus dem Schuldienst entlassen; aus späteren Berichten seiner Schüler ist bekannt, dass er als Kommunist gegolten habe. Die Abmeldung jüdischer Schüler ist aus den Akten nicht nachvollziehbar, es gibt jedoch mündliche Berichte, dass bereits nach 1934 fast keine jüdischen Kinder mehr die Ziehenschule besuchten.
Nachvollziehbar ist aber beispielsweise, dass die Lehrer schon 1933 behördlich ermahnt wurden, Kontakte zur Hitlerjugend zu unterhalten. 1934 wurden sie angewiesen, Schüler bei Bedarf für eine Teilnahme an so genannten Führerschulungslehrgängen zu beurlauben. Seit dem 31. Januar 1934 war der deutsche Gruß vor und nach jeder Unterrichtsstunde auszuführen. Im Mai 1933 – dies geht aus dem Protokoll einer Konferenz der Lehrer für Deutsch, Geschichte und Erdkunde hervor – definierte der Direktor den künftigen Lehrstoff im neuen fächerübergreifenden Bereich „Vorgeschichte“ „im Geiste des Nationalsozialismus“. Bei der anschließenden Diskussion lehnte einer der Lehrer dem Protokoll zufolge die germanischen Göttersagen als „nicht arisch“ ab. Festgelegt wurde jedoch schließlich, dass die Göttersagen weiterhin in der Oberstufe behandelt werden durften, allerdings „kritisch“.
Das zweite neue Themenfeld „Rassenkunde“ wurde zunächst offenbar gegen die Empfehlung der Behörden nicht fächerübergreifend unterrichtet, sondern „vor allem der Biologie zugewiesen“. Allerdings wurde bereits im Dezember 1933 von der Lehrerkonferenz beschlossen, den so genannten Rasse-Günther als Lehrbuch zu beschaffen („Rassenkunde des deutschen Volkes“ von Hans F. K. Günther). Aus dem Jahr 1937 ist zudem das Protokoll einer Fachkonferenz der Biologielehrer erhalten, dem zufolge der Fachleiter offensiv „die Reform des biologischen Unterricht“ einforderte. In Klasse 10 sollten die Schüler demnach „zu einer ersten Stellungnahme zu erbbiologischen Problemen und zu ihrer Bedeutung für das deutsche Volk“ gelangen. In der Oberstufe sollten sie weitergehend zu einer „Stellungnahme zur Rassenfrage im nationalsozialistischen Sinne“ angeleitet werden, denn „Aufgabe der Oberstufe ist es, die biologischen Probleme der Gegenwart zur letzten Klarheit zu führen“. Die rein ideologische Zielrichtung dieses Unterrichts wird auch deutlich in den Vorgaben für Klasse 13: In der Abschlussklasse sollte es darum gehen, „die weltanschauliche Gestaltung des Schülers durch eingehende Behandlung der Rasselehre, der Erbkunde und der Erbgesundheitslehre zu vollenden.“ In der Abiturprüfung des Jahres 1938, die aufgrund einer Verkürzung der Schulzeit erstmals bereits nach Klasse 12 stattfand, wurde dann diese Frage an die Schüler gestellt: „Welche Maßnahmen sind von den einzelnen Menschen und von der Staatsführung zu ergreifen, um die Gesund- und Reinerhaltung des Erbgutes unseres Volkes zu sichern?“ So wurde die Politik der Ausgrenzung von Juden und anderen Menschen sowie die nationalsozialistische Rassenhygiene Prüfungsstoff an der Ziehenschule. Bereits 1936 hatte ein zur Wahl stehendes Abiturthema im Fach Deutsch so gelautet: „Wie denken wir heute als Nationalsozialisten über den Weltkrieg und seinen für uns so verhängnisvollen Ausgang?“
Dem Urteil ehemaliger Schüler zufolge soll an der Ziehenschule, im Vergleich mit anderen Schulen, der Anteil überzeugter Nazis bei Lehrern und Schülern relativ gering gewesen sein. So beschreibt eine ehemalige Schülerin ihren Deutschlehrer Karl Schaedel (1885–1949): „Er hatte keinen Hehl daraus gemacht, dass er an seinem katholischen Glauben fest hing. Irgendwie war uns auch klar, dass er sich, um sich dem Einfluss der von ihm abgelehnten Partei zu entziehen, in scheinbare Lässigkeit geflüchtet hatte und die daraus resultierende Zurücksetzung innerhalb des Kollegiums bewusst auf sich genommen hat.“
Schaedel habe am Jahrestag der Zerstörung der Frankfurter Synagoge (vergleiche Novemberpogrome 1938) während der Deutschstunde „unsere absolut nicht linientreue Diskussion in keiner Weise (gebremst)“ und später Themen wie Die Aufwiegelung des Pöbels und Die Gefahren der Meinungsmache in den Unterricht eingebracht. Auch ließ er an einem 20. April den Klassenbuchschreiber „gleich zu Stundenbeginn eintragen: ‚Führers Geburtstag wurde gedacht‘, während wir anderen Schüler bereits arbeiteten – nämlich einen Zeitungsartikel auf Superlative untersuchten.“ In ähnlicher Weise habe der Lehrer „die von oben vorgeschriebenen Klassenarbeitsthemen“ unterlaufen: Sie wurden von ihm erst dann an die Tafel geschrieben, „wenn wir mit der Bearbeitung eines für uns aus seinem Unterricht resultierenden wohl schon begonnen hatten.“
1937 wurde die inzwischen Ziehen-Oberrealschule mit Reformrealgymnasium und Lyzeum i. E. (i. E. = in Entstehung) genannte Schule gleichsam aufgespalten und erneut umbenannt in Oberschule für Jungen und Oberschule für Mädchen i. E., wodurch zugleich die fremdsprachigen Schulbezeichnungen entsprechend der Nazi-Ideologie durch scheinbar rein deutsche Begriffe ersetzt wurden. In Stufe 5 wurden zwei Klassen für Jungen und eine für Mädchen eingerichtet.

### Zweiter Weltkrieg
In der Rückschau wird anhand der vollständig erhaltenen Schulakten erkennbar, dass die Vorbereitungen auf einen Krieg bereits lange vor dem Überfall auf Polen begonnen hatten und alle Fächer einbezogen waren. So kann man in der Festschrift zum 25. Jahrestag der Gründung aus dem Jahr 1938 nachlesen: „Bereits im Sommer 1932 wurde an der Ziehen-Oberrealschule von Oberstudiendirektor Dr. Schad eine Abteilung gegründet, in der unter seiner Leitung Schüler der Ober- und Unterprimen auf den Ständen des Eschersheimer Schützenvereins den Schieß-Sport pflegten. (…) Es war selbstverständlich, dass nach dem Umbruch die Schießausbildung verstärkt wurde.“ Im Protokoll der Gesamtkonferenz vom 19. September 1933 ist vermerkt, dass im Fach Leibesübungen (die heutige Bezeichnung hierfür lautet Sportunterricht) die „Ausbildung unserer Schüler im Wehrsport“ anzustreben sei, denn: „Dem Turnunterricht fällt die Körperschulung zu, aber auf militärischer Grundlage.“ Und für ein anderes Fach wurde an gleicher Stelle festgehalten: „Im Gesangsunterricht werden Marschlieder eingeübt, deren Texte im Deutschunterricht gelernt werden.“ 1988 wurde dies in der Festschrift zum 75. Jahr des Bestehens der Ziehenschule mit einigem Sarkasmus so bewertet: „Es muss angenommen werden, dass die Ziehenschule in den wehrhaften Sportdisziplinen anderen Gymnasien voraus war.“
Am 8. Mai 1933 wurde für alle Schulen angeordnet, dass im Chemieunterricht der Luftschutz zu behandeln sei, und die Schulchronik für 1933/1934 verzeichnet für den 8. Juli 1933: „Vortrag des Herrn Dr. Bäuerlein (Farbwerke Höchst) über Luftschutz.“ Auch viele der noch nachweisbaren Aufsatzthemen im Fach Deutsch lassen die rasche Militarisierung des Schulunterrichts erkennen: „Die Bedeutung des Wehrsports für unser Volk“ und „Gasschutz und Luftschutz“ (Schuljahr 1933/1934), „Luftschutz – eine deutsche Schicksalsfrage“ und „Wir haben wieder Ehr und Wehr“ (Schuljahr 1935/1936). Ab 1936 wurde in den Klassen 12 und 13 regelmäßig für die Offizierslaufbahn geworben, durch ministerielle Weisung wurden die Schulen zum Besuch von Militärmanövern aufgefordert und für 1937 ist in den Akten dokumentiert, dass eine Luftschutzalarm-Übung an der Schule stattfand; Ende 1938 wurden so genannte Volksgasmasken (einfache Gasmasken unterschiedlicher Größe) angeschafft. Im Jahresbericht für das Schuljahr 1937/1938 ist schließlich eine Abituraufgabe im Fach Mathematik dokumentiert: „Mit einem Ferngeschütz wurden im Weltkrieg bei einer Anfangsgeschwindigkeit von 1600 m und einem Abgangswinkel 50 Grad schätzungsweise 120 km Schussweite, 40 km Gipfelhöhe und 3 Minuten Gesamtflugzeit erreicht. Welche Werte hätten diese drei Größen im luftleeren Raum?“
In den folgenden Kriegsjahren ging der Unterricht – nach Aussagen ehemaliger Schüler – weitgehend „normal“ weiter, obwohl allein bis zum 31. Januar 1941 mindestens zwölf Lehrer zum Wehrdienst einberufen wurden. In einem Rundbrief vom 30. November 1943 wurden 33 gefallene, elf vermisste und zwei in Kriegsgefangenschaft befindliche Schüler namentlich erwähnt.
Zum Schutz vor den Luftangriffen auf Frankfurt am Main im Zweiten Weltkrieg evakuierte man ab 18. Februar 1944 Klassen der Unter- und der Mittelstufe (die Geburtsjahrgänge 1929 bis 1932) nach Büdingen. Dort wurden sie bis zur Übergabe der Stadt Büdingen an die US-Armee am 30. März 1945 regulär von Lehrkräften der Ziehenschule unterrichtet, danach wurde der Schulbetrieb in den US-amerikanischen Besatzungsgebieten eingestellt. Untergebracht waren die Schüler bei ortsansässigen Familien, zum Teil auch in nahe gelegenen Dörfern. In den letzten Kriegswochen – im März 1945 – wurden auch die evakuierten Ziehenschüler des Jahrgangs 1929/30 noch in ein so genanntes Wehrertüchtigungslager nach Meerholz eingezogen.
Ab September 1944 diente das Gebäude der Ziehenschule auch als Sammelstelle für alle „nicht lagerfähigen“ Frankfurter Schüler der Klassen 1 bis 5, ferner brachte man Klassen der Goetheschule und der Klingerschule unter. Am 11. Februar 1945 fand in der Ziehenschule eine wegen der Kriegslage vorgezogene, mündliche Abiturprüfung statt. Am 29. März 1945 beschlagnahmten US-amerikanische Streitkräfte das Gebäude der Schule und nutzten es danach als militärische Unterkunft. Aus dem Jahresbericht für 1946 geht hervor, dass die US-Truppen 1945 sämtliche Bücher und Lehrmittelsammlungen abtransportieren und verbrennen ließen. Die Jahresberichte der Ziehenschule sowie die Protokollbücher der Gesamt- und Fachkonferenzen blieben hingegen erhalten.

### Neubeginn in der Bundesrepublik
Bereits am 28. Dezember 1945 erteilte die US-amerikanische Militärverwaltung die Genehmigung zur Wiederaufnahme des Schulbetriebs als „Realgymnasium für Jungen und Mädchen“. Allerdings war zunächst das Lehrerkollegium noch in alle Winde verstreut und die auswärts untergebrachten Schüler kehrten erst allmählich wieder nach Frankfurt zurück. Zudem mussten die Schüler wegen der fortdauernden militärischen Nutzung des Schulgebäudes andernorts unterrichtet werden: eine Obersekunda und zwei so genannte Reifeprüfungslehrgänge im Gebäude der Ludwig Richter-Schule am „Lindenbaum“ (wegen der Unterrichtsausfälle infolge des Krieges wurde das Abitur vielerorts nach Kurzlehrgängen erteilt), andere Klassen wurden in der Heddernheimer Volksschule (heute: Robert Schumann-Grundschule) und im evangelischen Gemeindesaal unterrichtet. Dennoch reichten die Räume nicht aus. Deshalb wurde ein Teil der insgesamt 13 Klassen vormittags, ein anderer Teil nachmittags unterrichtet. Da es nicht genügend Brennmaterial gab, waren die Räume oft unbeheizt. Alle benötigten Texte mussten von Lehrkräften oder Schülern einzeln besorgt und allen Schülern diktiert werden, weil sämtliche Schulbücher beschlagnahmt waren und noch keine neuen vorlagen.
Da viele ehemalige Schüler bereits vor dem Abitur zur Wehrmacht eingezogen worden waren und aufgrund der Kriegsereignisse ihren regulären Abiturtermin nicht hatten wahrnehmen können, wurden 1946 zwei Reifeprüfungslehrgänge angeboten, in denen das Versäumte nachgeholt werden konnte: ein halbjähriger (Abiturprüfung am 25. Juni 1946) und ein einjähriger (Abiturprüfung am 6. Dezember 1946). Wie das Protokoll der Juni-Prüfung ausweist, wurden im Fach Gemeinschaftskunde von nur einem einzigen Lehrer binnen dreieinhalb Stunden 36 Personen geprüft – jede Prüfung kann also nicht viel länger als fünf Minuten gedauert haben. Themen waren unter anderem die Grund- und Menschenrechte, das Wahlrecht, Eigentumsfragen, die Bedeutung der UN; nur die jüngste Vergangenheit spielte in dieser Prüfung dem Protokoll zufolge keine Rolle.
An Ostern 1947 stand dann auch das Schulgebäude nach dem Auszug der US-Truppen wieder für den Unterricht zur Verfügung, und zum Schuljahresbeginn nach Ostern 1949 wurde die Koedukation wieder eingeführt.
Schulleiter war in der Nachkriegszeit bis zu seiner Pensionierung im Jahr 1954 der Reformpädagoge Karl König (* 22. November 1888; † 27. August 1977), der bereits seit August 1944 stellvertretender Direktor der Ziehenschule und zuvor Lehrer der Helmholtzschule und der heutigen Carl-Schurz-Schule gewesen war. König arbeitete an den neuen Lehrplänen mit, schrieb eine historische deutsche Grammatik und war Mitverfasser von Büchern für den Englischunterricht.

### Rückkehr in die Normalität
Ab Ostern 1952 wurde die Oberstufe der Ziehenschule in einen mathematisch-naturwissenschaftlichen und einen sprachlichen Zweig gegabelt, was bis zur Einführung des Kurssystems Mitte der 1970er-Jahre beibehalten wurde. Im September 1954 wurde von der Schülermitverwaltung (SMV) erstmals eine Schülerzeitung herausgegeben, genannt Beobachter, die bis 1965 bestehen blieb. Die Anfang der 1950er-Jahre in Hessen eingerichtete SMV sollte laut Kultusministerium dazu beitragen, „die Schüler zu selbständig denkenden und handelnden, mitverantwortlichen Gliedern einer auf demokratischen Lebensformen gegründeten Gemeinschaft zu erziehen.“ Diesem anspruchsvollen Ziel standen allerdings minder anspruchsvolle Aufgaben gegenüber: „die Verwaltung des Fahrradhofes und die Verteilung der Theater- und Konzertkarten“ ferner die Mithilfe bei der Pausenaufsicht und der Schülerlotsendienst. Wie Direktor Helmut Mann 1988 nach Durchsicht der Schulakten berichtete, berührten auch 1956 nur zwei Themen der mündlichen Prüfung der insgesamt 70 Abiturienten die Zeit des Nationalsozialismus: „Alle andere Themen, soweit überhaupt zeitgeschichtlich orientiert, beziehen sich auf die Zeit der Weimarer Republik oder verbleiben in einem allgemein-unverbindlichen Bereich (…). Diese Zurückhaltung bei Themen, die sich mit dem Nationalsozialismus auseinandersetzen – zumindest in der Abschlussklasse und in der Reifeprüfung – erscheint heute seltsam …“.
Zum Schuljahresbeginn an Ostern 1958 richtete die Schulleitung erstmals eine Sexta mit Französisch als erster Fremdsprache ein, und seit dem Schuljahr 1959/1960 nahm man Realschüler nach dem erfolgreichen Absolvieren der 10. Klasse in die Oberstufe der Ziehenschule auf. 1966 bestanden 75 Schüler das Abitur, darunter 19 ehemalige Realschüler.

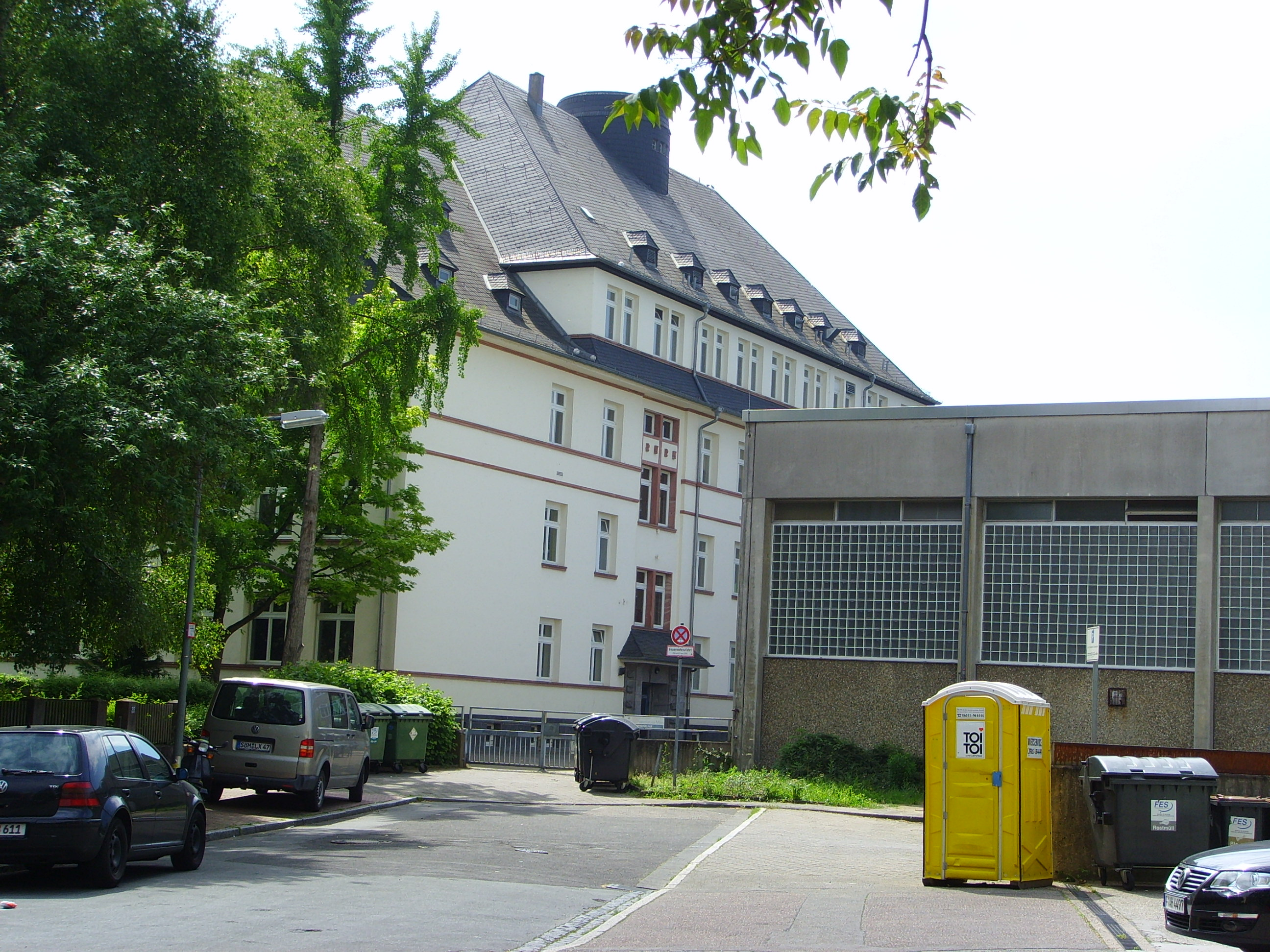
Blick von der Rühlstraße auf Altbau und Turnhalle

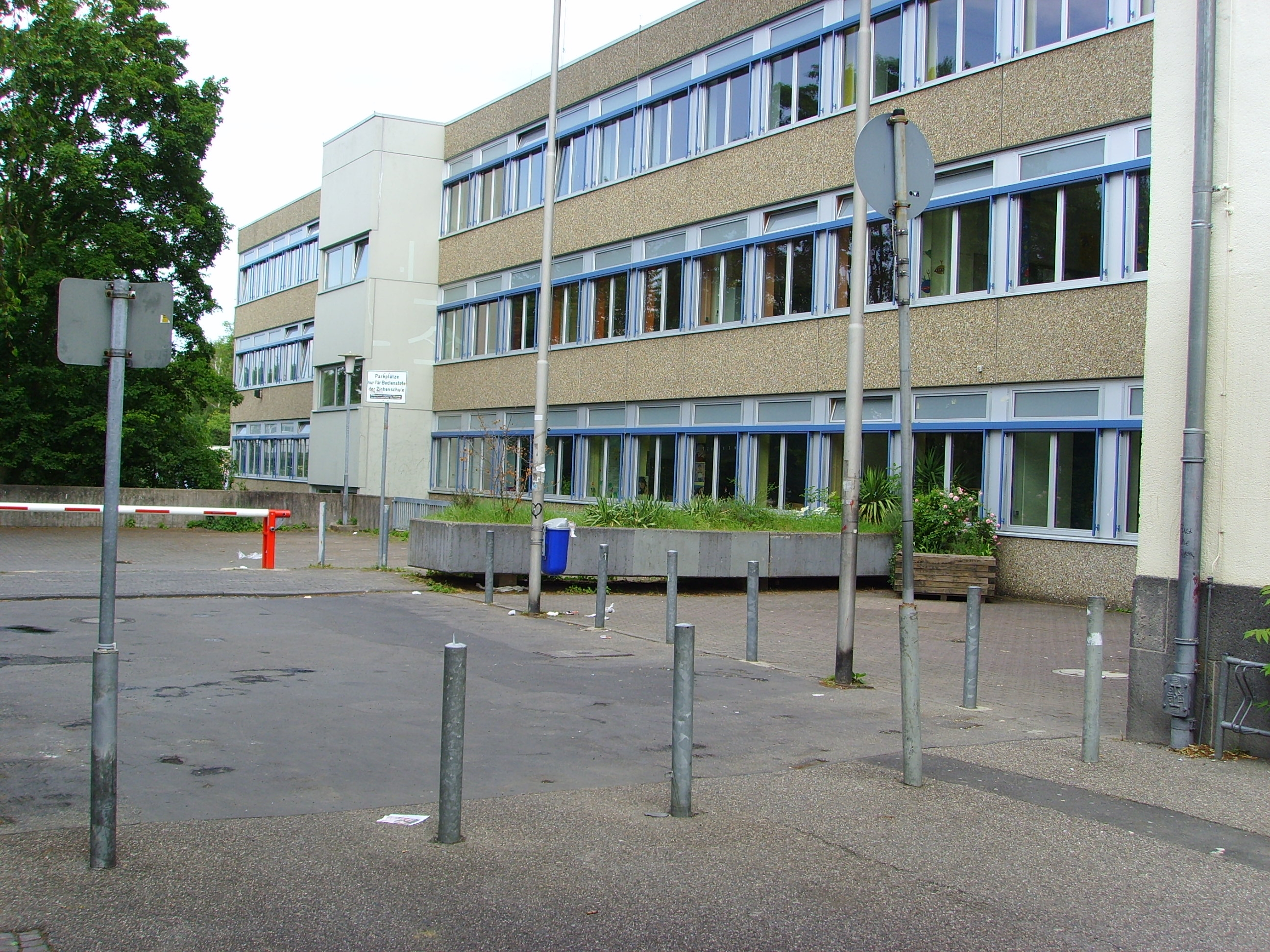
Der Anbau im Stil der späten 1960er-Jahre

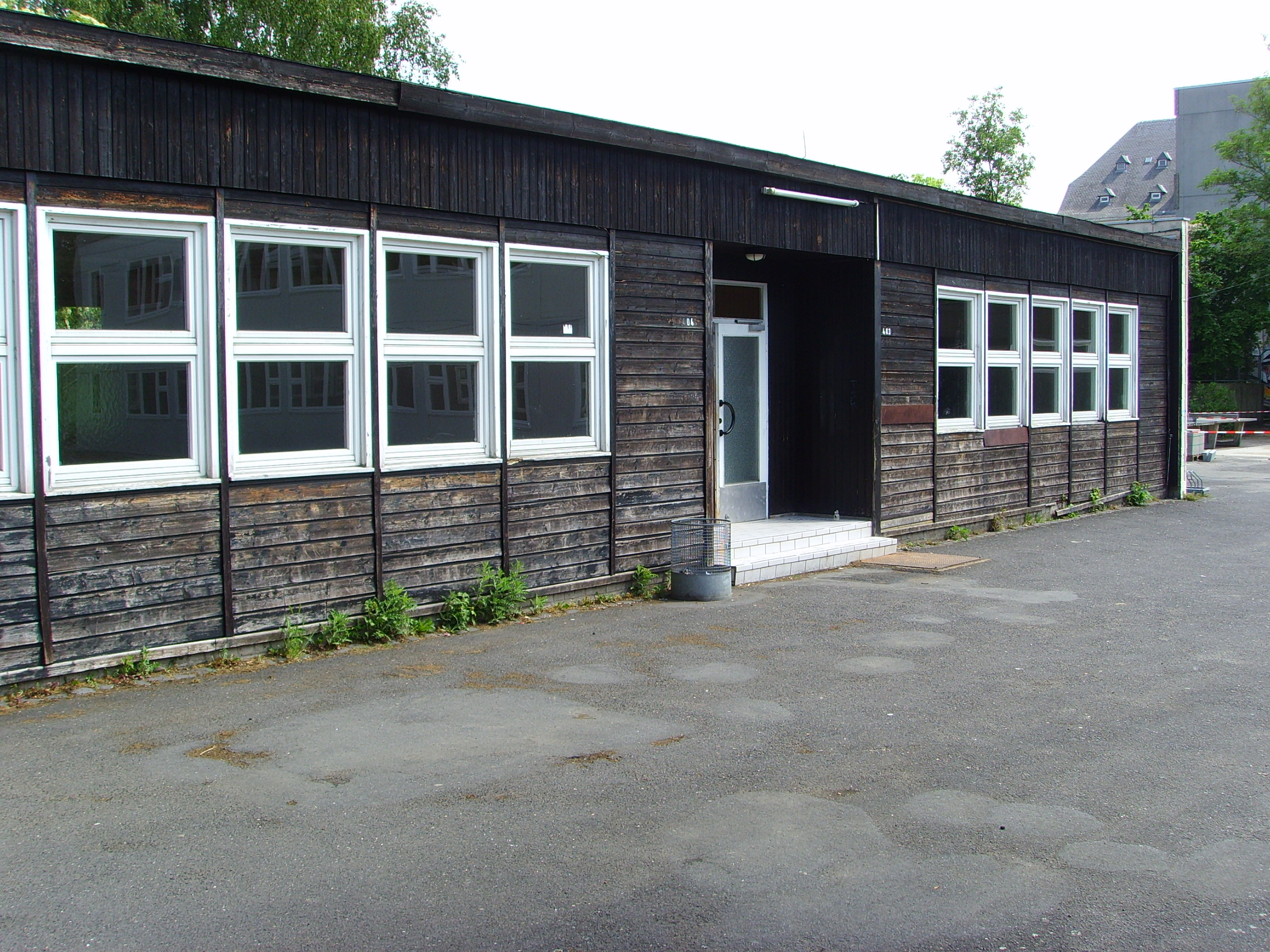
Eine der bis 2013 genutzten Doppel-Baracken aus den 1960er-Jahren

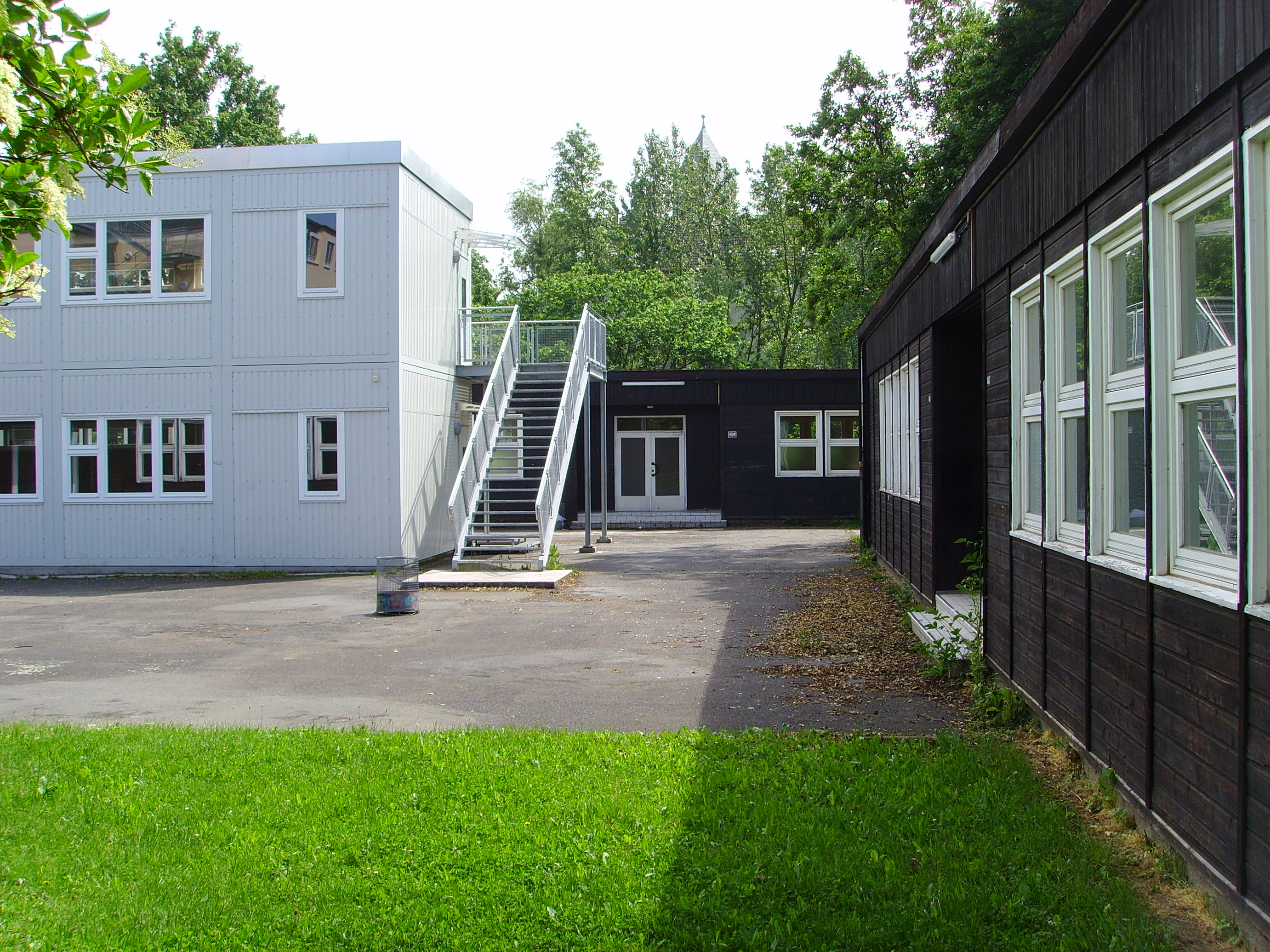
Seit 2006 dienen zusätzlich Baucontainer als Klassenräume (seit 2010 versetzt)

Das Jahr 1968 war bundesweit durch die 68er-Bewegung geprägt. Auch an der Ziehenschule führte sie zum Bruch mit einigen langjährigen Traditionen. Zuletzt für das Schuljahr 1964/65 hatte die „Schülermitverwaltung“ festgehalten: „Nicht nur mit den Schülern war die Zusammenarbeit ‚gelungen‘, es gab auch keine Differenzen mit den Lehrern oder Herrn Direktor.“ Im Sommer 1967 wurde hingegen von der SMV-Leitung beklagt, dass man ihr keinerlei verantwortliches Handeln zugestehe und ihr inzwischen die Unterstützung der Mehrheit der Schüler fehle. 1968 wurden die SMV-Vertreter dann von einzelnen Schülern beschuldigt, zu eng mit der Schulleitung zu kooperieren, eine „Gemeinschaftsideologie“ zu pflegen. Letztlich führten die Auseinandersetzungen zum Rücktritt des Schulsprechers und zur Selbstauflösung der SMV. Ein Jahr darauf beschloss die Mehrheit der Abiturienten, auf eine feierliche Zeugnisübergabe und Verabschiedung zu verzichten.
Ebenfalls 1969 entstand ein Erweiterungsbau mit Pausen- und Turnhalle. Zuvor waren bereits zur Straße „Im Wörth“ hin zusätzliche Behelfsbauten („Baracken“) entstanden, die nicht wie geplant als befristetes Provisorium fungierten, sondern bis ins neue Jahrtausend hinein Dienst taten. Erst in den Sommerferien 2008 wurde damit begonnen, einige der Baracken abzureißen.
Die Stadtplaner glaubten Ende der 1960er-Jahre, dass in die neuen Wohngebiete der Nordweststadt viele junge Familien ziehen und deren Kinder zeitweise zusätzlichen Schulraum benötigen würden, der später aber wieder frei würde. Daher wurde der „Anbau“ – als Modell für alle Schulen in Frankfurter Neubaugebieten – in einer demontierbaren Fertigbauweise mit leicht veränderbaren Innenwänden erstellt. Da die versetzbaren Trennwände der Klassenräume weniger schalldicht waren als massive Mauern, wurde erstmals in einem Schulbau ein Teppichboden verlegt. Tatsächlich wurden jedoch jahrzehntelang keine Trennwände versetzt, da die Schülerzahlen entgegen den Prognosen der Stadtplaner nicht abnahmen.
Ab dem Schuljahr 1970/1971 existierte an der Ziehenschule wieder eine Schülervertretung, ferner wurde Russisch als zweite Fremdsprache (neben Französisch, Englisch und Latein) eingeführt. Zugleich wurden im Vorgriff auf die geplante Einführung des Kurssystems einzelne Fächer in der Oberstufe „verkurst“: zunächst Deutsch und Religion, ab 1971/1972 auch Gemeinschaftskunde und im sprachlichen Zweig zudem Englisch. Anfang 1973 wurde bei zunächst vier Schülern und in den folgenden Monaten – aufgrund wiederholter Röntgenkontrollen der gesamten Schulgemeinde – bei weiteren Schülern Lungentuberkulose festgestellt. Dies führte zeitweise zu erheblicher Beunruhigung, so dass es Aufrufe einzelner Schülervertreter gab, der Schule fernzubleiben und Ende September 1974 einen Protestmarsch von Oberstufenschülern zum Stadtgesundheitsamt wegen dessen angeblicher Untätigkeit. In diese Phase fielen auch mehrere heftige Auseinandersetzungen zwischen dem seinerzeitigen Schulleiter Helmut Mann und Teilen der Schülerschaft. Wiederholt (zuletzt 1977) wurden auch Schulstreiks organisiert, die aber nur in den älteren Jahrgängen größere Beteiligung verzeichnen konnten.
1974 wurde für Siebtklässler erstmals bilingualer Unterricht (Deutsch/Französisch) angeboten. Auf eigenen Wunsch wurden die 110 Abiturienten im Frühsommer 1976 erstmals wieder, wie zuvor bis 1968 üblich, in einem festlichen Rahmen verabschiedet; in den vorangehenden Jahren war das Abiturzeugnis ohne jede Förmlichkeit, teilweise auf dem Flur vor dem Rektorzimmer, ausgegeben worden. Ab dem Schuljahr 1976/1977 wurde auch an der Ziehenschule im Rahmen der neugestalteten gymnasialen Oberstufe das Kurssystem allgemein eingeführt.
Der allgemeinen gesellschaftlichen Tendenz folgend, wurde auch an der Ziehenschule der Unterricht an Samstagen schrittweise abgeschafft. War 1975 nur der erste Samstag eines Monats schulfrei gewesen und wurde dieser „Ausfall“ an den folgenden Samstagen dadurch kompensiert, dass an den folgenden Samstagen die Unterrichtsstunden 60 statt 45 Minuten dauerten (eine Ausnahme war der seltene fünfte Samstag im Monat, an dem die Stunden dann – wie auch unter der Woche – nur 45 Minuten dauerten), so erfolgte die erste Änderung, dass nunmehr der erste und der dritte Samstag im Monat unterrichtsfrei waren, während an den Samstagen zwei und vier Doppelstunden erteilt wurden, die aber für die Unterrichtserteilung nur als eine Stunde angerechnet wurden, bevor Ende der 1970er-Jahre der Unterricht an Samstagen dann ganz abgeschafft wurde.
Mehrfach gab es an der Ziehenschule auch unter der Schülerschaft sehr populäre Schülerzeitungen, so die etwa von 1977 bis 1983 erschienene „Ziehenschule Aktuell“ (die aktuelle Schülerzeitung heißt „Buschtrommel“).
Mit Beginn des Schuljahres 1989/1990 trat die Ziehenschule als zweites deutsches Gymnasium nach dem Friedrich-Ebert-Gymnasium Bonn dem Schulversuch der deutschen Kultusministerkonferenz und des französischen Bildungsministeriums zum gleichzeitigen Erwerb der deutschen und der französischen Hochschulreife bei. Am 12. Juni 1992 wurde an 17 Abiturienten erstmals auch das Baccalauréat verliehen.
Im November 2011 wurde an Stelle der abgerissenen Baracken ein moderner Erweiterungsbau eröffnet. Das Erweiterungsgebäude enthält 10 Unterrichtsräume und eine großzügig angelegte Mensa. Der Betrieb der Mensa wurde nach Differenzen zwischen Schulleitung und Elternschaft einerseits sowie Stadtschulamt andererseits an einen Großcaterer vergeben, der die Mensa am 9. Januar 2012 eröffnete.
Ende 2012 entschied sich eine deutliche Mehrheit der Lehrer an der Ziehenschule für eine Rückkehr zu G9, also dem Abitur nach 13 Jahren. Einige Monate zuvor war das Hessische Schulgesetz so geändert worden, dass die Schulen selbst in ihren Gesamtkonferenzen über diese Frage entscheiden können.

## Schülerzahlen
- 1913/14: 26
- 1923/24: 286
- 1931/32: 556[45]
- 1946/47: 764
- 1953/53: 1281
- 1963/64: 1096
- 1973/74: 1284
- 1981/82: 1619
- 1983/84: 1572
- ab 1993/94: ca. 1300 bis 1400
- 2013/14: 1350
- 2017/18: 1250
- 2019/20: 1250

## Schulleiter

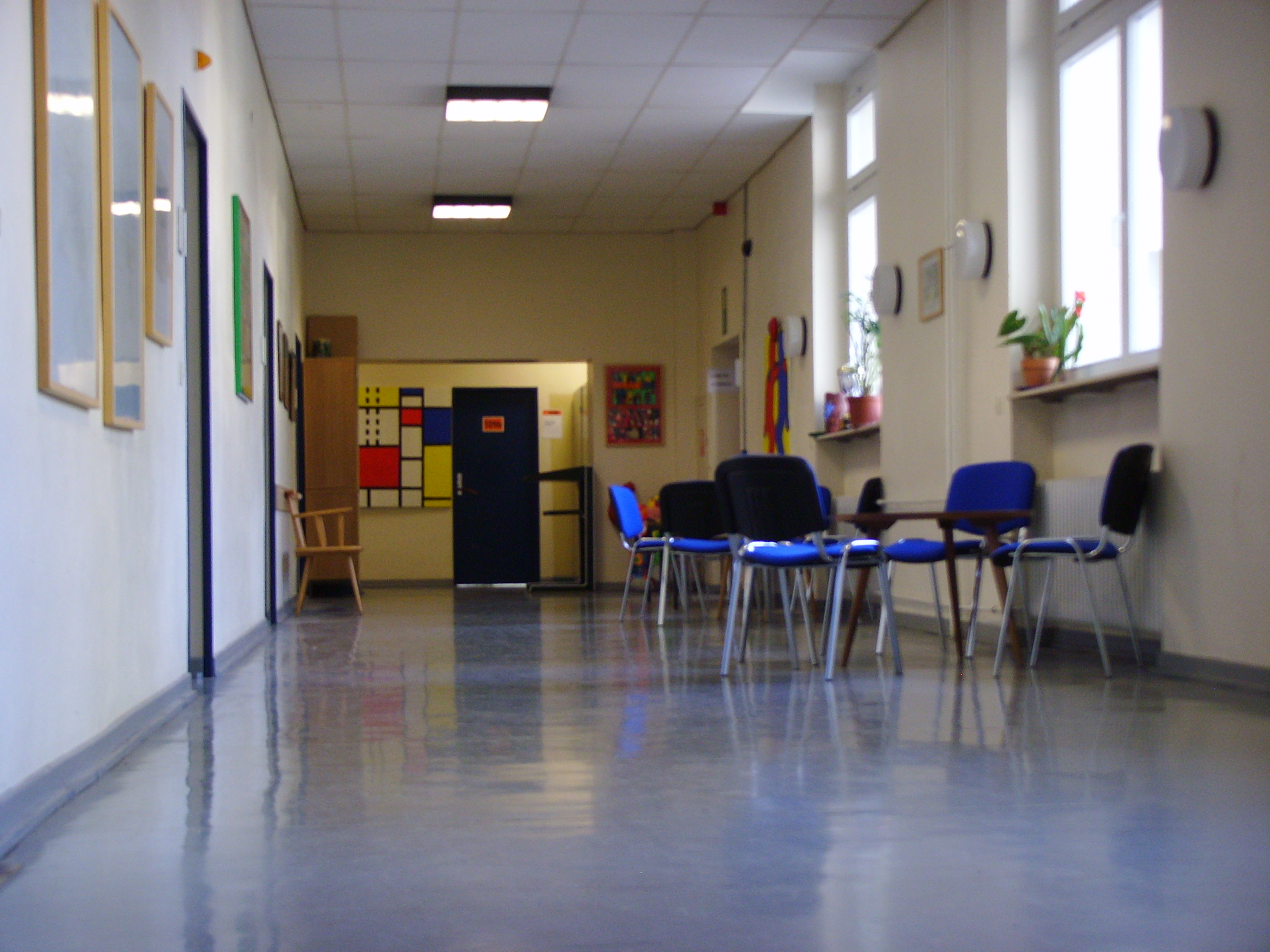
Flur vor dem Rektorzimmer

| - 1913–1914: Max Nierhaus - 1914–1916: Theodor Mensinger - 1917–1920: Franz Paehler - 1920–1922: Wilhelm Lohmann - 1922–1930: Richard Oehlert - 1931–1945: Gustav Schad | - 1945–1954: Karl König - 1954–1971: Rudolf Henß - 1971–1986: Helmut Mann - 1987–2001: Günther Brill - 2001–2017: Manfred Eichenauer - seit 1. August 2017: Christiane Rogler |

Günther Brill wurde 1998 für seine langjährigen Verdienste um die Verbreitung der französischen Sprache und die Intensivierung des Schüleraustauschs mit diversen französischen Gymnasien im Französischen Generalkonsulat mit dem Orden der Akademischen Palmen (Ordre des Palmes Académiques), einer Schöpfung Kaiser Napoleons, ausgezeichnet.

## Bekannte Ehemalige
- Klaus Meyer-Gasters, Aquarellist und Zeichner (Ziehenschüler 1938–1943; ohne Reifeprüfung)[47]
- Barbara Deppert-Lippitz, Klassische Archäologin, Sachverständige für klassische Antiken und bei der Rückführung illegal erworbener Kulturgüter. (Abitur 1959)
- Wilfried Fiedler, Rechtswissenschaftler (Abitur 1960)
- Jutta Ebeling, Bürgermeisterin von Frankfurt am Main (Abitur 1966)
- Matthias Horx, Trend- und Zukunftsforscher (Abitur 1973)
- Rudolf Kriszeleit, Staatssekretär im Hessischen Justizministerium (Abitur 1973)
- Karl-Heinz Wellmann, Wissenschaftsredakteur (Abitur 1973)
- Bernd Heidenreich (Abitur 1976), Direktor der Hessischen Landeszentrale für politische Bildung.
- Daniela Birkenfeld, Frankfurter Stadträtin (Abitur 1978)
- Peter Feldmann, ehemaliger Oberbürgermeister der Stadt Frankfurt am Main[48] (Abitur 1979 an der Ernst-Reuter-Schule)
- Tobias Scheffel, Übersetzer französischer Literatur (Abitur 1983)
- Markus Heinzelmann, Kurator (Abitur 1984)
- Nicola Beer, Hessische Kultusministerin (Abitur 1989)
- Thomas Wolff, Autor, Verleger (Abitur 1989 Ernst-Reuter-Schule)
- Stefan Ruppert, Mitglied des Deutschen Bundestags (Abitur 1991)
- Sonya Kraus, Fernsehmoderatorin (Abitur 1992)
- Jennifer Knäble, Fernsehmoderatorin (Abitur 1999)
- Tilman Birr, Kabarettist (Abitur 1999)
- Lisa Danulat, Autorin (Abitur 2002)
- Saskia Bartusiak, Fußballnationalspielerin (Abitur 2002)
- Berkay Dabanli, Fußballprofi (Abitur 2009)

## Belege
1. 1 2  Zahlen & Fakten – Ziehenschule. Abgerufen am 14. Februar 2024.
2. ↑  Jahresbericht 1990/91, S. 32
3. ↑  Ziehenschule – Informationen auf einen Blick, Stand Dezember 2019. Abgerufen am 1. November 2020
4. ↑  Jahresbericht 1991/92, S. 237
5. ↑  Heureka Wettbewerb
6. ↑  Tolle Ergebnisse im Heureka-Wettbewerb - Ziehenschule - Gymnasium der Stadt Frankfurt am Main, bilinguale Europaschule und MINT-EC-Schule. Abgerufen am 16. Februar 2024.
7. ↑  Schüler-Wettbewerbe - Ziehenschule - Gymnasium der Stadt Frankfurt am Main, bilinguale Europaschule und MINT-EC-Schule. Abgerufen am 16. Februar 2024.
8. ↑  Problem des Monats
9. ↑  Mathematikwettbewerb des Landes Hessen
10. ↑  Mathematikwettbewerb des Landes Hessen - Ziehenschule - Gymnasium der Stadt Frankfurt am Main, bilinguale Europaschule und MINT-EC-Schule. Abgerufen am 16. Februar 2024.
11. ↑  Wiedereinzug nach Brandanschlag - Ziehenschule - Gymnasium der Stadt Frankfurt am Main, bilinguale Europaschule und MINT-EC-Schule. Abgerufen am 1. Mai 2024.
12. ↑  Für den Abschnitt „Geschichte“ wurde vor allem herangezogen: 1913–1988: 75 Jahre Ziehenschule. Festschrift. Jünger Verlag + Druck, Offenbach 1988.
13. ↑  Ziegelsteine für die wachsende Stadt. In: Frankfurter Rundschau. 26. März 2015, abgerufen am 1. November 2020.
14. ↑  zitiert von: Richard Wagner: Ziehenschule 1913–1923. In: 1913–1988: 75 Jahre Ziehenschule, S. 22
15. ↑  zitiert nach: 1913–1988: 75 Jahre Ziehenschule, S. 24
16. ↑  zitiert nach: 1913–1988: 75 Jahre Ziehenschule, S. 25
17. ↑  1913–1988: 75 Jahre Ziehenschule, S. 26
18. ↑  zitiert nach: 1913–1988: 75 Jahre Ziehenschule, S. 27
19. 1 2 3  zitiert nach: 1913–1988: 75 Jahre Ziehenschule, S. 29
20. ↑  Wolfgang Remmele: Ein Ziehenschüler erlebt den 2. Weltkrieg und die Nachkriegszeit. Jahresbericht 1989/90, S. 125–132
21. ↑  1913–1988: 75 Jahre Ziehenschule, S. 39
22. ↑  zitiert aus: Erdmut Fehsenfeld: Die Ziehenschule im Dritten Reich. In: 1913–1988: 75 Jahre Ziehenschule, S. 40
23. ↑  zitiert nach: 1913–1988: 75 Jahre Ziehenschule, S. 40
24. ↑  zitiert nach: 1913–1988: 75 Jahre Ziehenschule, S. 45 ff.
25. ↑  zitiert nach: 1913–1988: 75 Jahre Ziehenschule, S. 47
26. ↑  Jahresbericht 1989/90, S. 122
27. ↑  Jahresbericht 1989/90, S. 123
28. ↑  25 Jahre Ziehen-Schule. Berichte aus dem Leben der Anstalt in den Jahren 1913 bis 1938, S. 38
29. ↑  zitiert nach: 1913–1988: 75 Jahre Ziehenschule, S. 53
30. ↑  zitiert nach: 1913–1988: 75 Jahre Ziehenschule, S. 45
31. ↑  Jahresberichte 1933/34, 1934/35 und 1935/36, zitiert nach: 1913–1988: 75 Jahre Ziehenschule, S. 51
32. ↑  zitiert nach: 1913–1988: 75 Jahre Ziehenschule, S. 51
33. ↑  zitiert nach: 1913–1988: 75 Jahre Ziehenschule, S. 55 f.
34. ↑  Ernst Eberle: Evakuierung der Ziehenschule 1944. Jahresbericht 1989/90, S. 139
35. ↑  Hans Burggraf: Schule während der Nazizeit. In: 1913–1988: 75 Jahre Ziehenschule, S. 71
36. ↑  Helmut Mann: Reifeprüfung an der Ziehenschule 1946/1956/1966/1976/1986. In: 1913–1988: 75 Jahre Ziehenschule, S. 79
37. ↑  Hans Thiel: Schulleiter in schwerer Zeit: Dr. Karl König. Jahresbericht 1989/90, S. 137–138
38. 1 2  zitiert nach: 1913–1988: 75 Jahre Ziehenschule, S. 82
39. ↑  zitiert nach: 1913–1988: 75 Jahre Ziehenschule, S. 86
40. ↑  zitiert nach: 1913–1988: 75 Jahre Ziehenschule, S. 87
41. ↑  Wolfgang Henke: „Die Anziehungskraft der Ziehenschule.“ Jahresbericht 1991/92, S. 215. Wolfgang Henke war 1969 zweiter Bauleiter.
42. ↑  zitiert nach: 1913–1988: 75 Jahre Ziehenschule, S. 95
43. ↑  Bisheriges Presseecho zur Debatte um die Mensa (Memento vom 28. April 2013 im Internet Archive). Abgerufen am 1. November 2020
44. ↑  Ziehen-Lehrer stimmen für G 9. In: fnp.de. Frankfurter Neue Presse, 22. November 2012, archiviert vom Original am 1. Dezember 2017; abgerufen am 1. November 2020.
45. ↑  alle Daten entnommen aus: 1913–1988: 75 Jahre Ziehenschule, S. 264; für die Jahre nach 1932 ist die Statistik offenbar lückenhaft
46. ↑  Er wurde außerschulisch bekannt, als er zusammen mit Gottfried Salomon im November 1928 der Gründungsvorsitzende einer Deutsch-Französischen Gesellschaft DFG in Frankfurt war und damit zur Völkerverständigung beitrug
47. ↑  Horst J. Rempel: Die Abiturienten und Abiturientinnen der Ziehenschule. In: 50 Jahre Ziehenschule. Festschrift. Frankfurt: Ziehenschule, 1963. S. 208–229.
48. ↑  Frankfurt am Main: OB Peter Feldmann gibt Rücktritt bekannt. In: Der Spiegel. 5. Juli 2022, ISSN 2195-1349 (spiegel.de [abgerufen am 13. Februar 2024]).